# Biserica de lemn din Sângeorz Băi

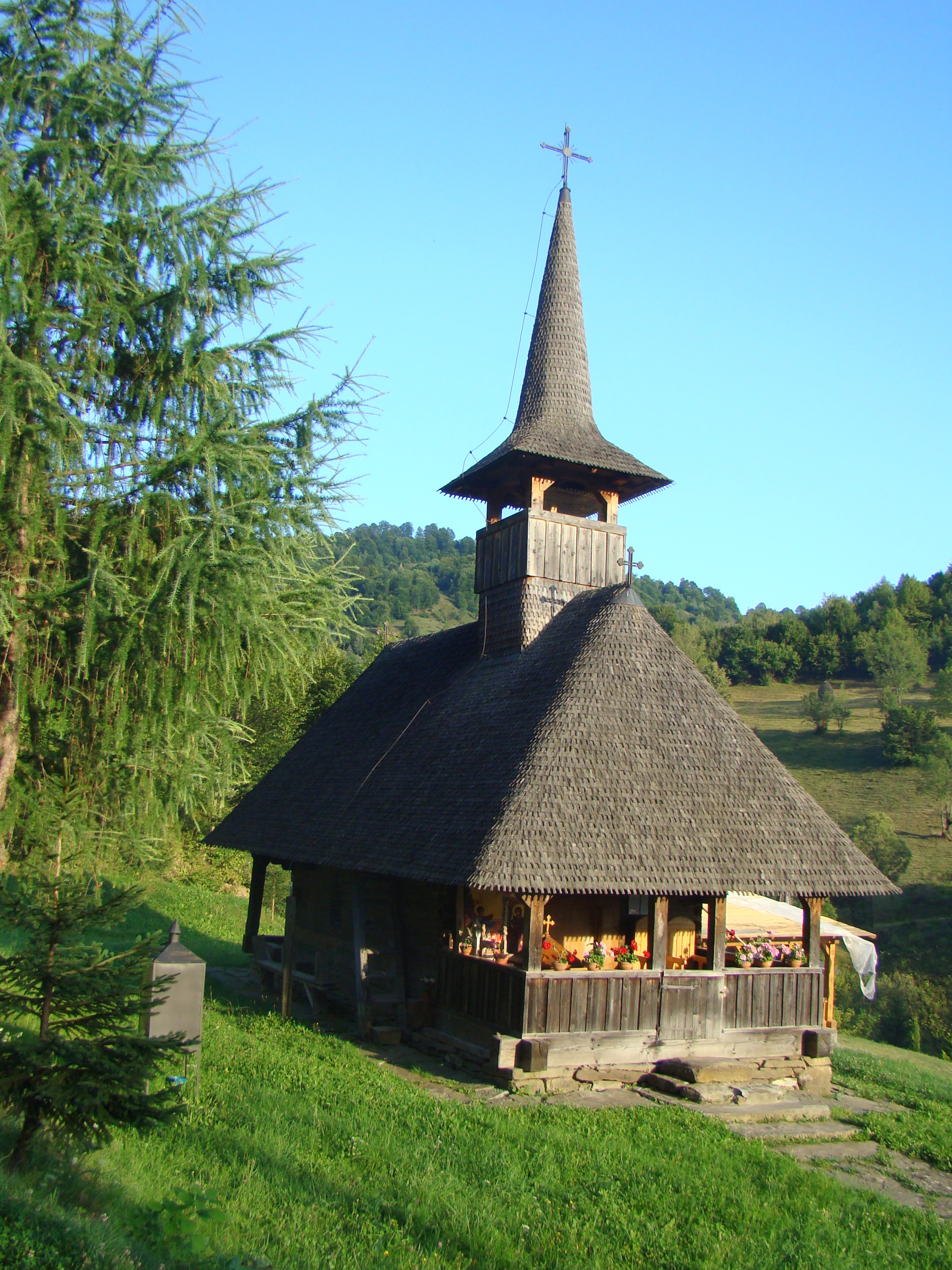
Biserica de lemn „Buna Vestire" aflată în prezent la Mănăstirea Cormaia, județul Bistrița-Năsăud, foto: august 2018.

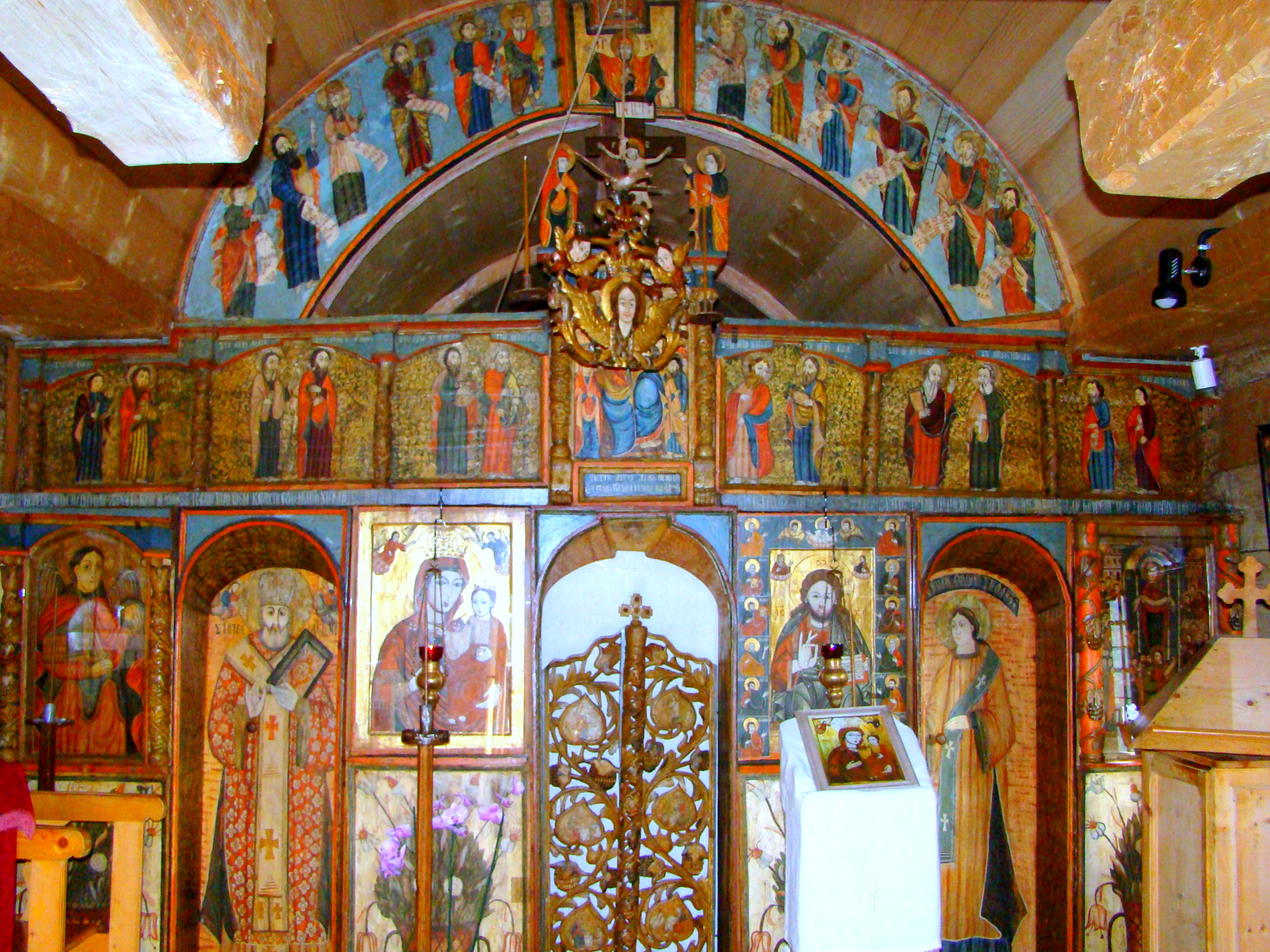
Iconostasul

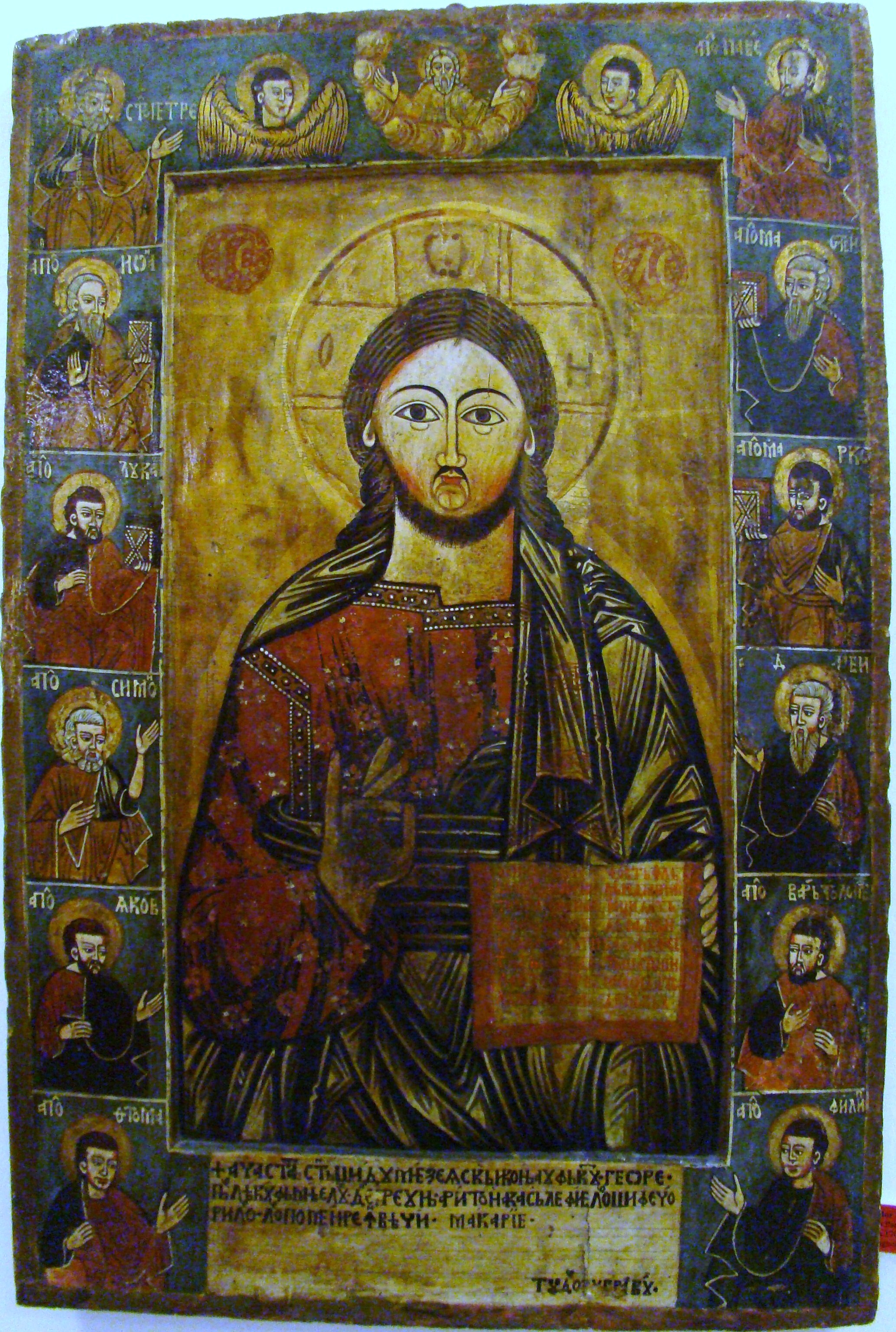
Iisus Pantocrator, icoană pictată de Toader Zugrav pentru biserica de lemn din Sângeorz Băi

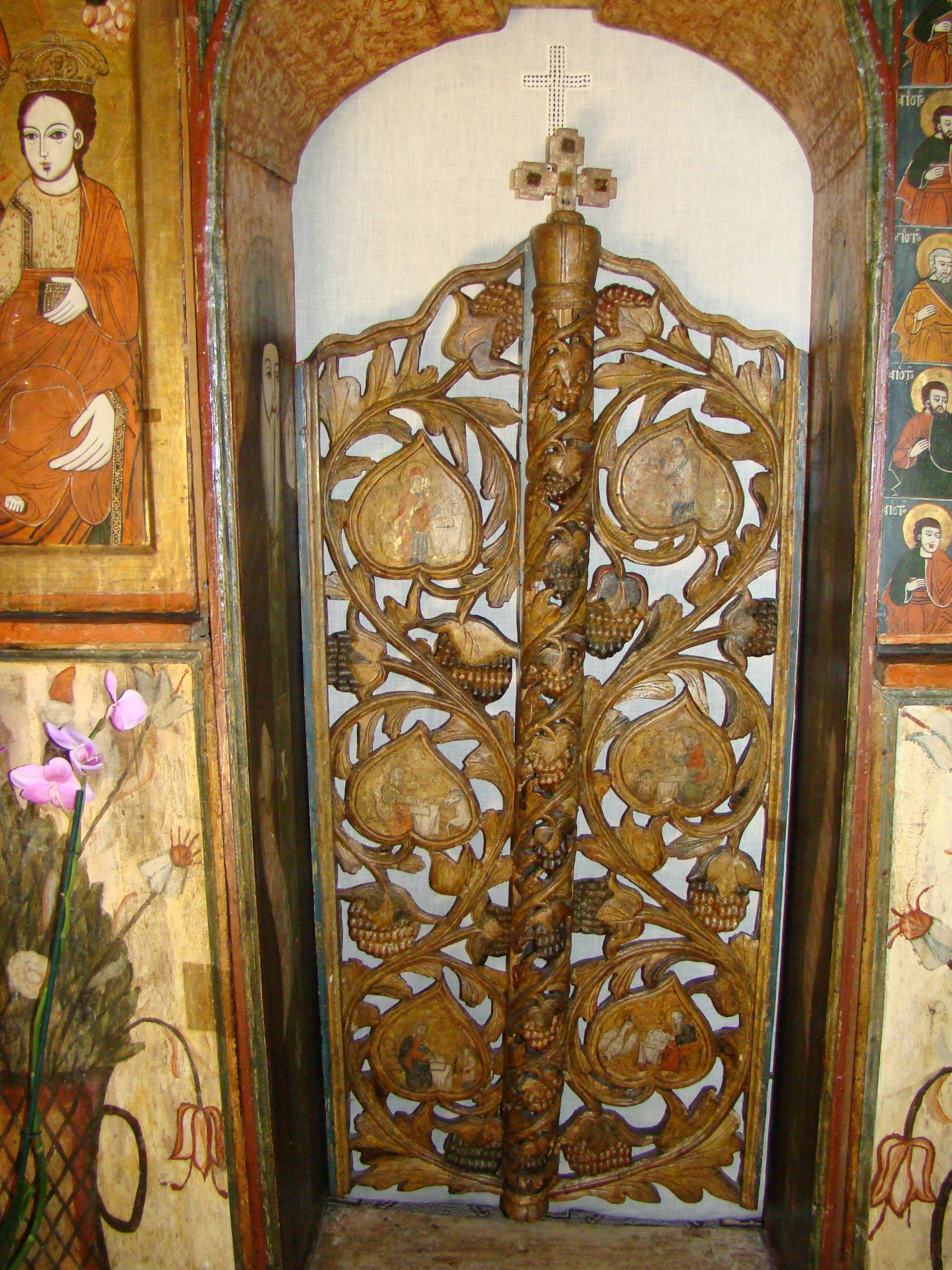
Uşile împărăteşti: Buna Vestire; Evangheliștii

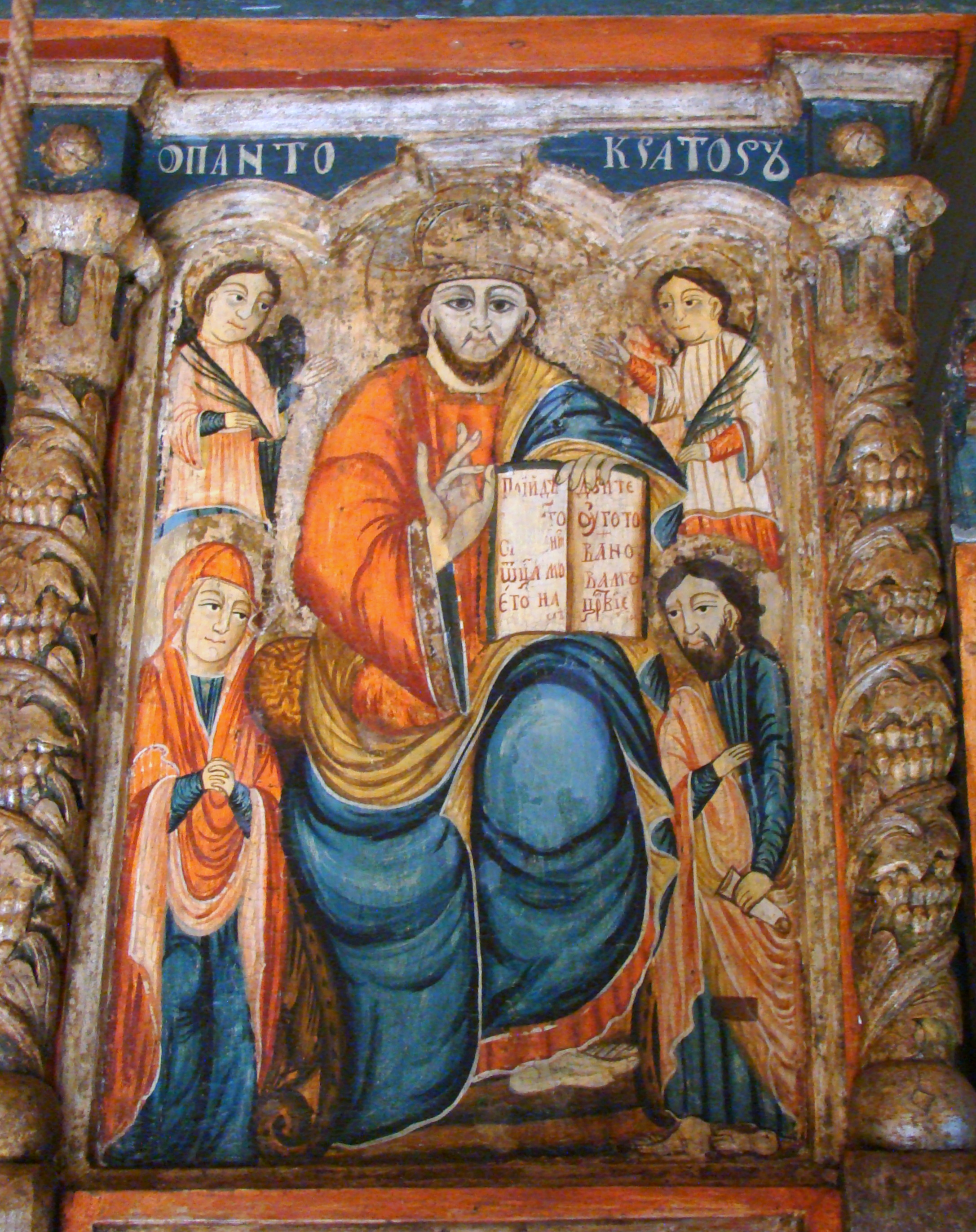
Pantocratorul

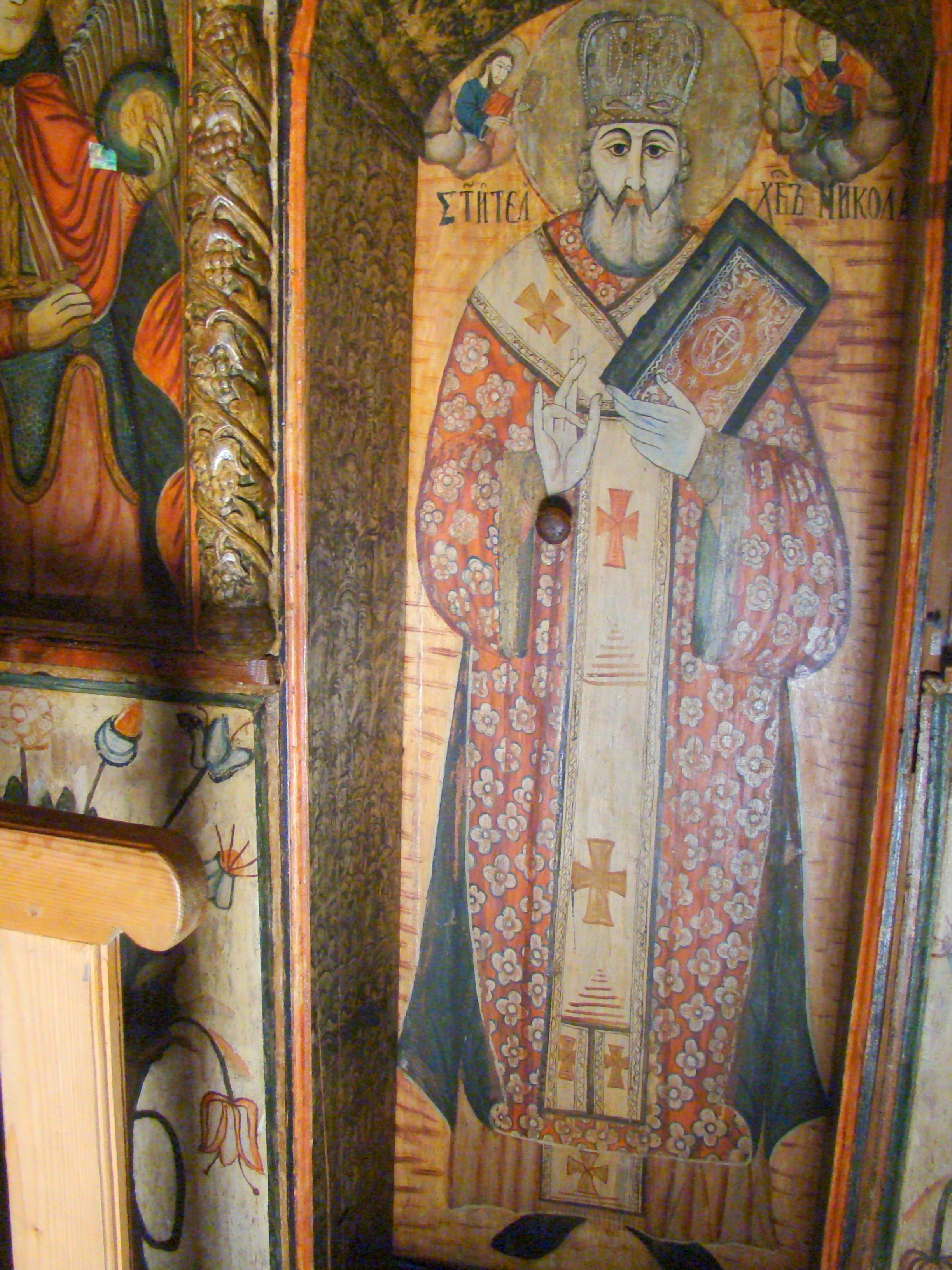
Uşă diaconească: Sfântul Ierarh Nicolae

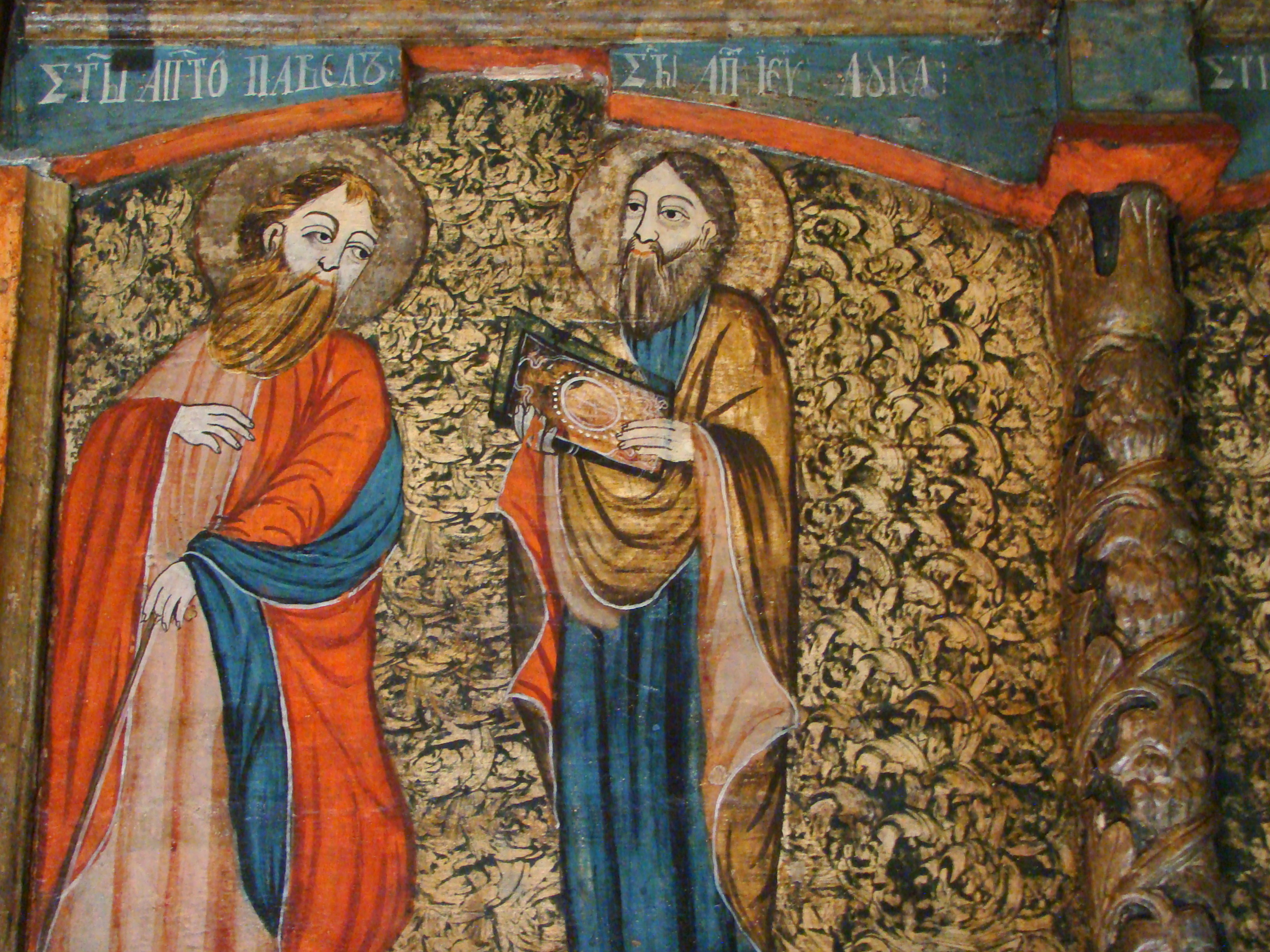
Iconostasul (detaliu)

Biserica de lemn „Buna Vestire" din Sângeorz-Băi, județul Bistrița-Năsăud datează din secolul XVIII (1749). Este monument istoric, cod LMI BN-II-m-A-01637.

## Istoric și trăsături
Biserica de lemn cu hramul „Buna Vestire”, așezată pe Valea Cormăii în anul 2003 pentru a sluji ca biserică pentru așezământul monahal rânduit în acest loc, face parte din șirul de „biserici umblătoare”, care după trei strămutări succesive revine la rostul și locul deținut dintru început. Documentele de arhivă și o inscripție aflată deasupra ușilor împărătești consemnează târnosirea ei ca mănăstire în Valea Mărului, între 1749-1751. Inscripția are următorul conținut: „Acest lucru l-am isprăvit cu popa Constantin cu ctitorul popa Iacob și popa Grigore în anul nașterii lui Hristos 1751”. Din ancheta magistratului Bistriței din anul 1752 aflăm că biserica a ridicat-o popa Constantin, zis „Tînău”, împreună cu un fost episcop de Rădăuți, Vlădica Misail, ce este ctitorul bisericii. Această construcție înlocuiește un mai vechi lăcaș de cult, pe care tradiția îl amintește încă de la începutul veacului al XVII-lea. 
Scăpată de incendierile cărora le-au căzut pradă multe din mănăstirile ortodoxe din Transilvania, din ordinul generalului Buccow, în anul 1761, mănăstirea de pe Valea Cormăii rămâne fără călugări. Sângeorzenii, la îndemnul călugărului Macarie, o aduc în localitate și o montează în grădina lui Malin. În 1820 biserica este trasă pe tălpi și mutată pe malul stâng al Someșului, unde a slujit ca biserică parohială până la ridicarea unei noi biserici, în anul 1999. După ce în anul 1994 biserica a fost translatată cu câțiva metri, pentru a face loc noului edificiu, în anul 2003 a fost demontată și repusă pe actualul amplasament.
Prin planimetrie și elementele decorative, biserica se înscrie în seria de biserici de lemn de la mijlocul secolului al XVIII-lea, cuprinzând un altar decroșat cu trei laturi, un naos acoperit de o boltă semicilindrică, un pronaos deasupra căruia a fost amenajată tribuna și un turn cu o galerie deschisă și coiful octogonal. Pronaosul tăvănit este despărțit de naosul boltit semicilindric, printr-un perete plin. Are trei deschideri la altar. Acoperișul în patru ape, unitar, se sprijină pe doi stâlpi la colțurile altarului. Cu ocazia penultimei strămutări, biserica a primit un pridvor închis pe latura vestică, renunțându-se la accesul de pe latura sudică a pronaosului. 
Biserica păstrează opere de artă de o mare valoare, între care se remarcă mai multe icoane ale pictorului Tudor Zugravul, personalitate artistică cu remarcabile calități, format probabil în una din mănăstirile năsăudene, în prima jumătate a secolului al XVIII-lea. Icoana împărătească Deisis, având pe margine apostolii, are în partea de jos următoarea inscripție de donator: „Această icoană Domnul Hristos împreună cu icoana maicii Precisti le-au făcut popa Ion dempreună cu fâmeia lui Anuța, ca să le fie lor și feciorilor lor pomenire în veci. Și acest popă Ion iaste fecioru popii lui Matei din Lăpușu. Tudor Zugravu”. Celelalte două icoane înfățișează pe Maica Domnului cu Pruncul în brațe și Pocrovul Maici Domnului, care deși nu sunt semnate, aparțin stilistic aceluiași autor. 
Alte două icoane, Învierea și Sfântul Nicolae, poartă data 1784, fiind opera unui pictor necunoscut.
Epitaful, reprezentând Punerea în mormânt, poartă inscripția „Toader Gherleanu. Zugrăvit în Sângiorz. Anul 1783, mesța în 24 martie”. Pictorul era originar din Tiha Bârgăului și a activat în Țara Năsăudului între 1778 și 1804.
Beneficiind de o foarte atentă restaurare, biserica și-a redobândit menirea inițială, salvându-se astfel de la distrugere un monument important, mărturie peste veacuri a credinței și dragostei de frumos a oamenilor locului. 

## Imagini din exterior

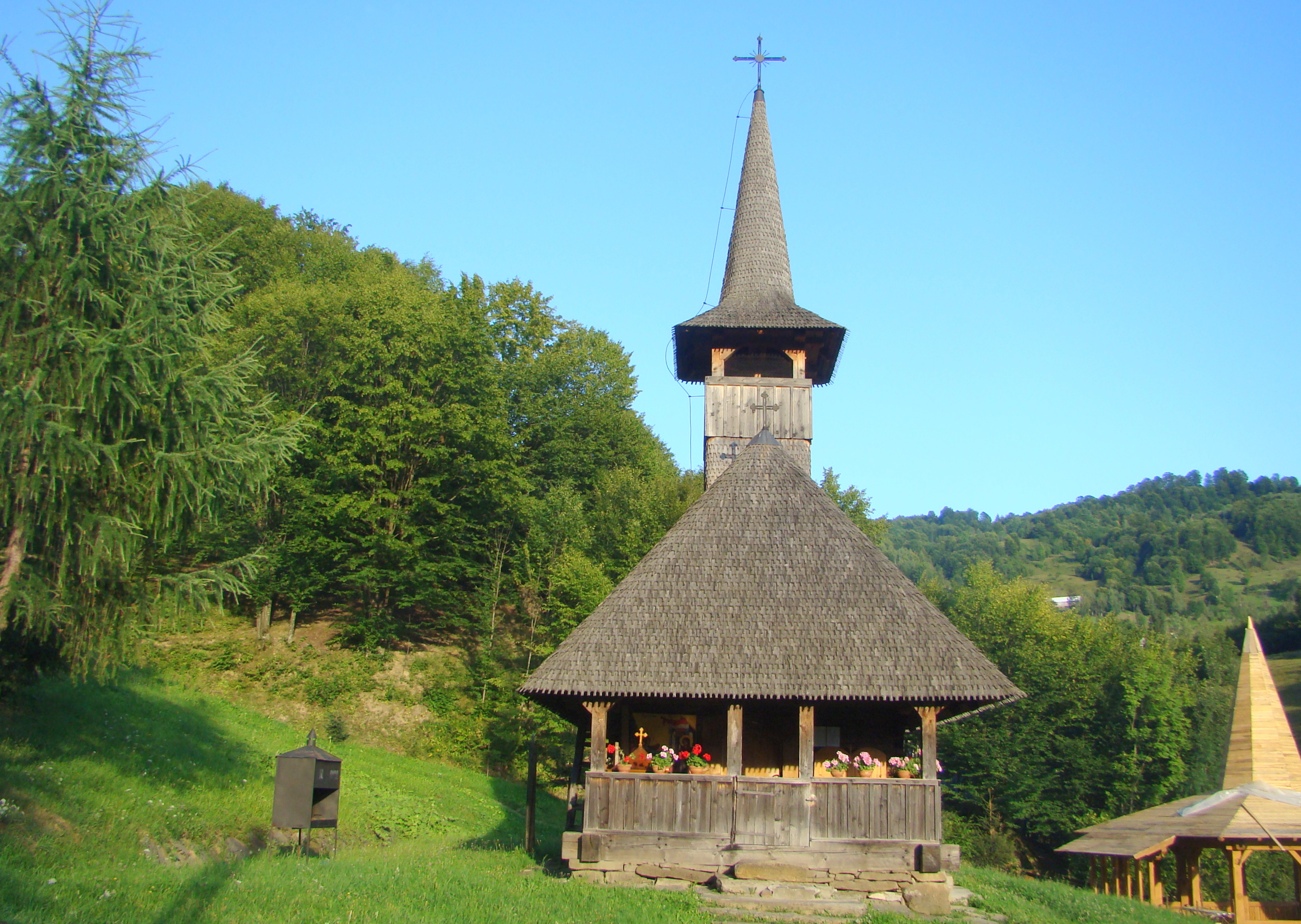
Biserica (vest)
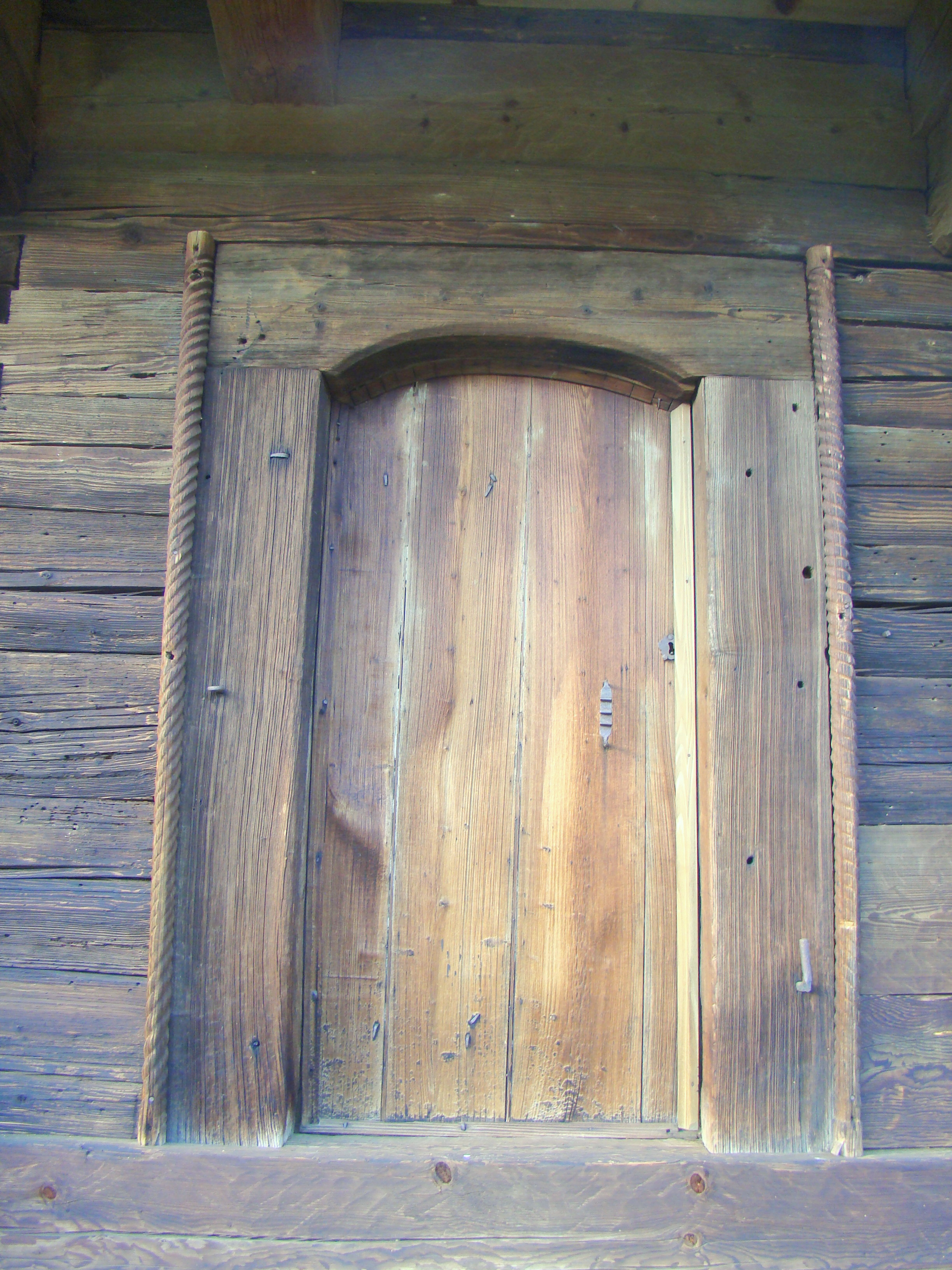
Ancadramentul intrării
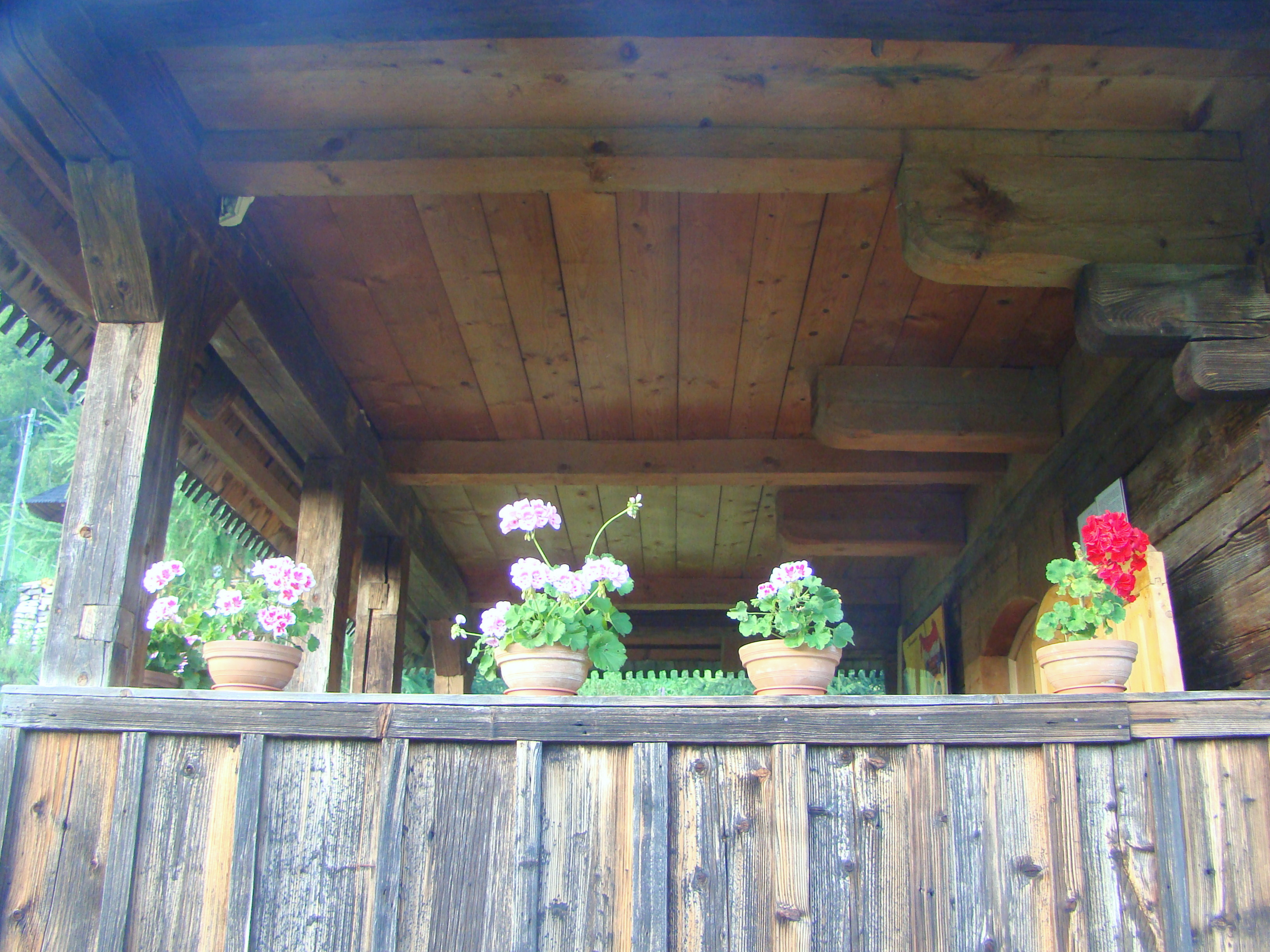
Prispa
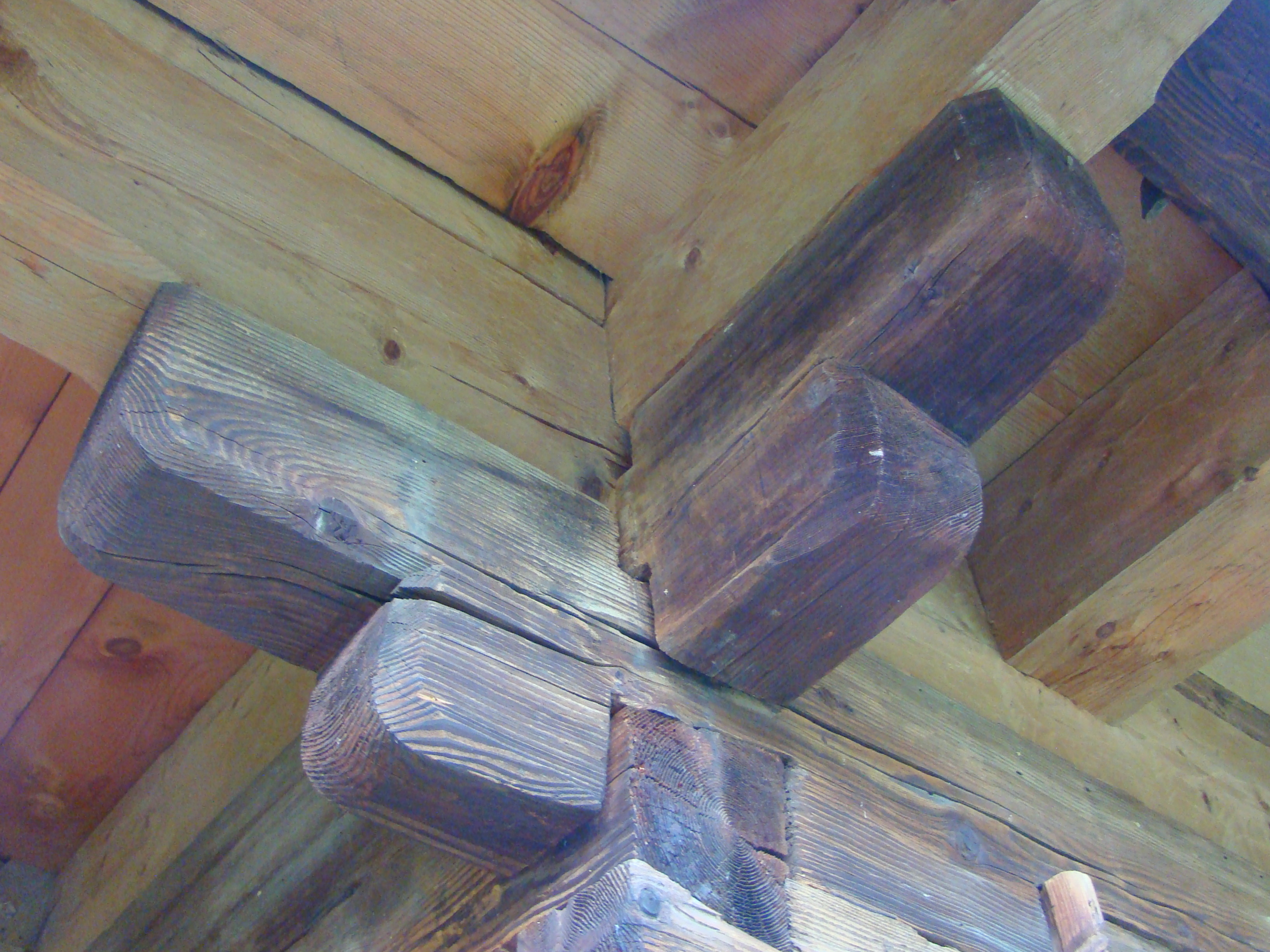
Console
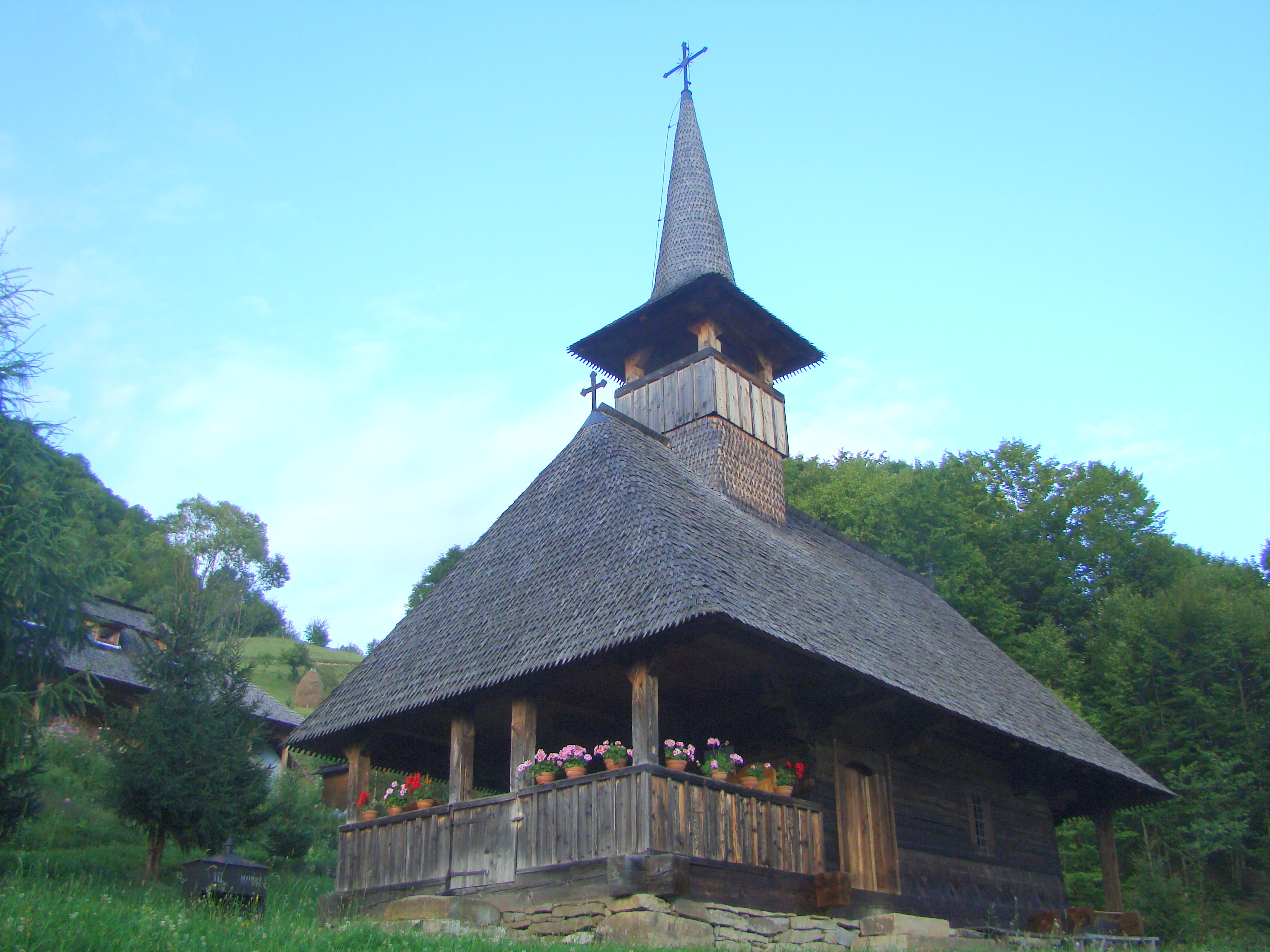
Biserica (sud-vest)
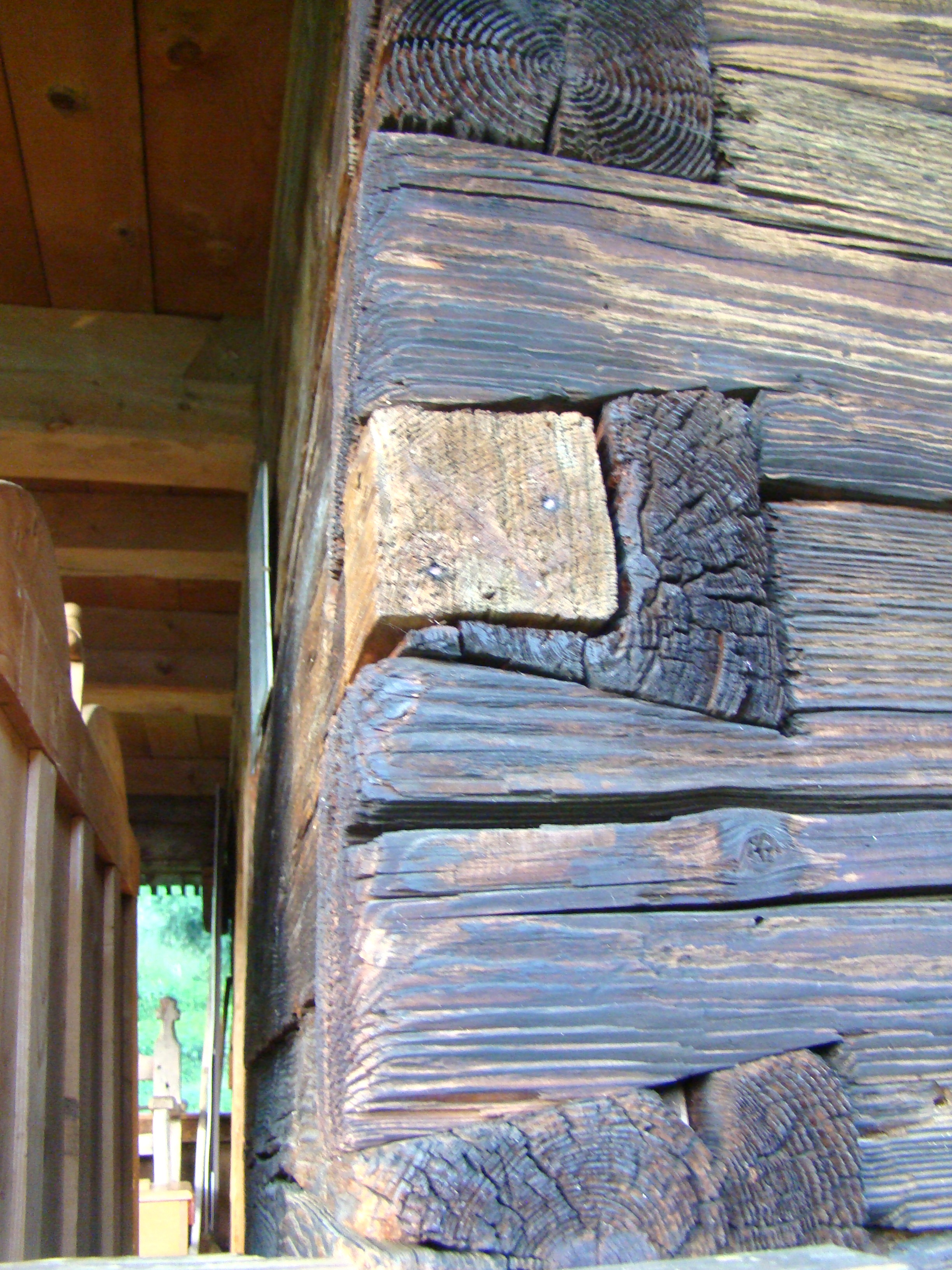
Îmbinări
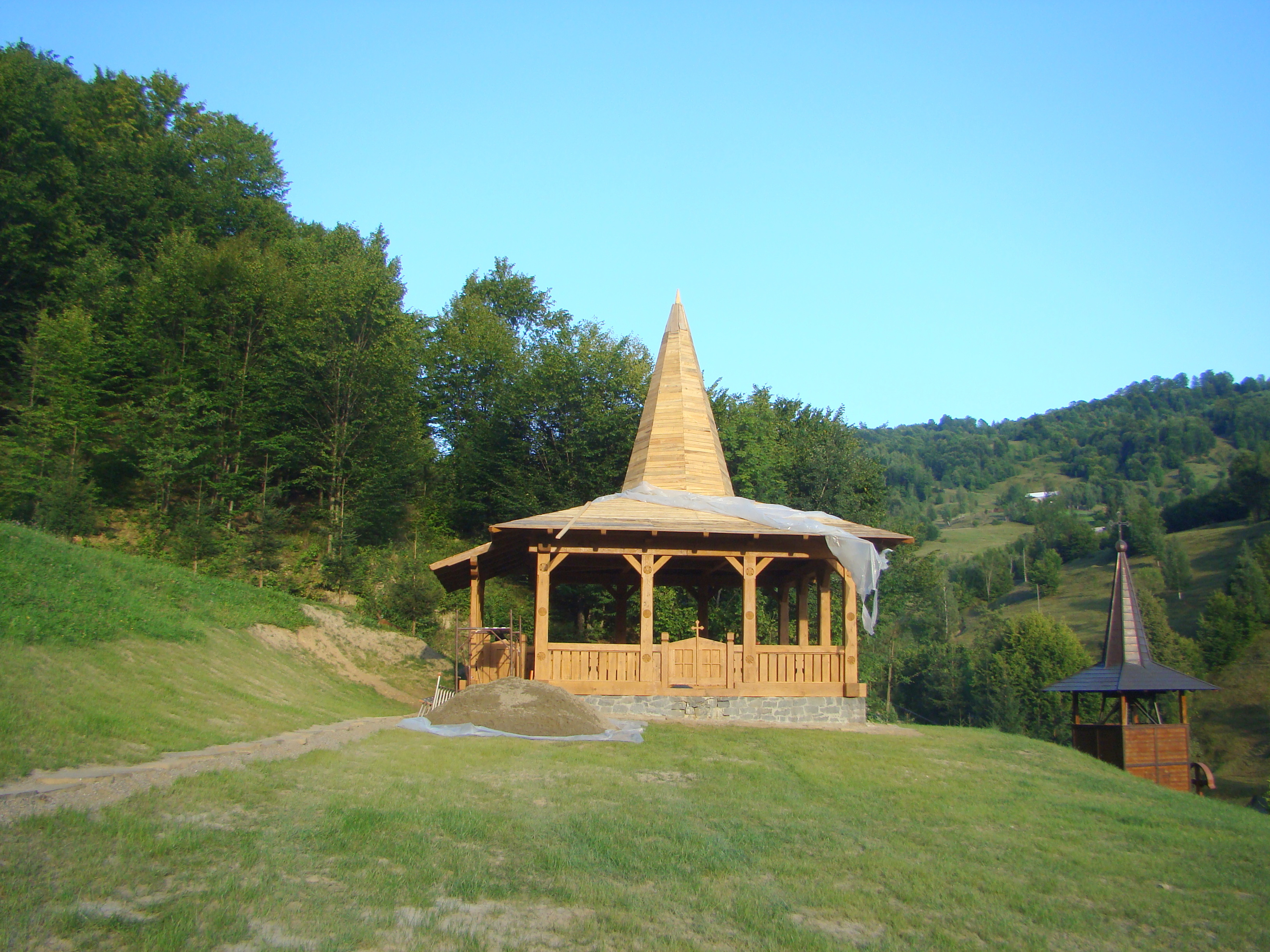
Altarul de vară
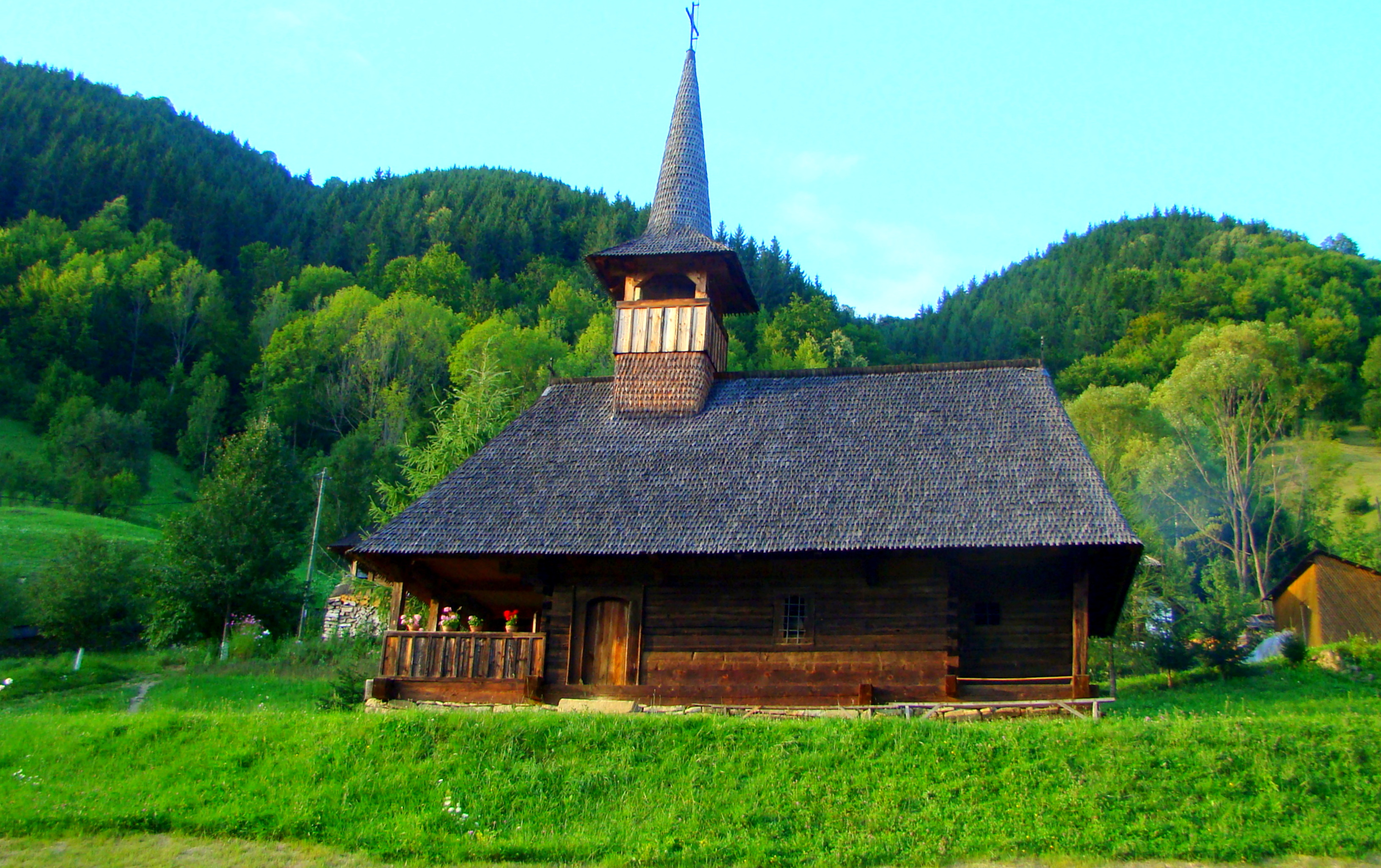
Biserica (sud)

## Imagini din interior

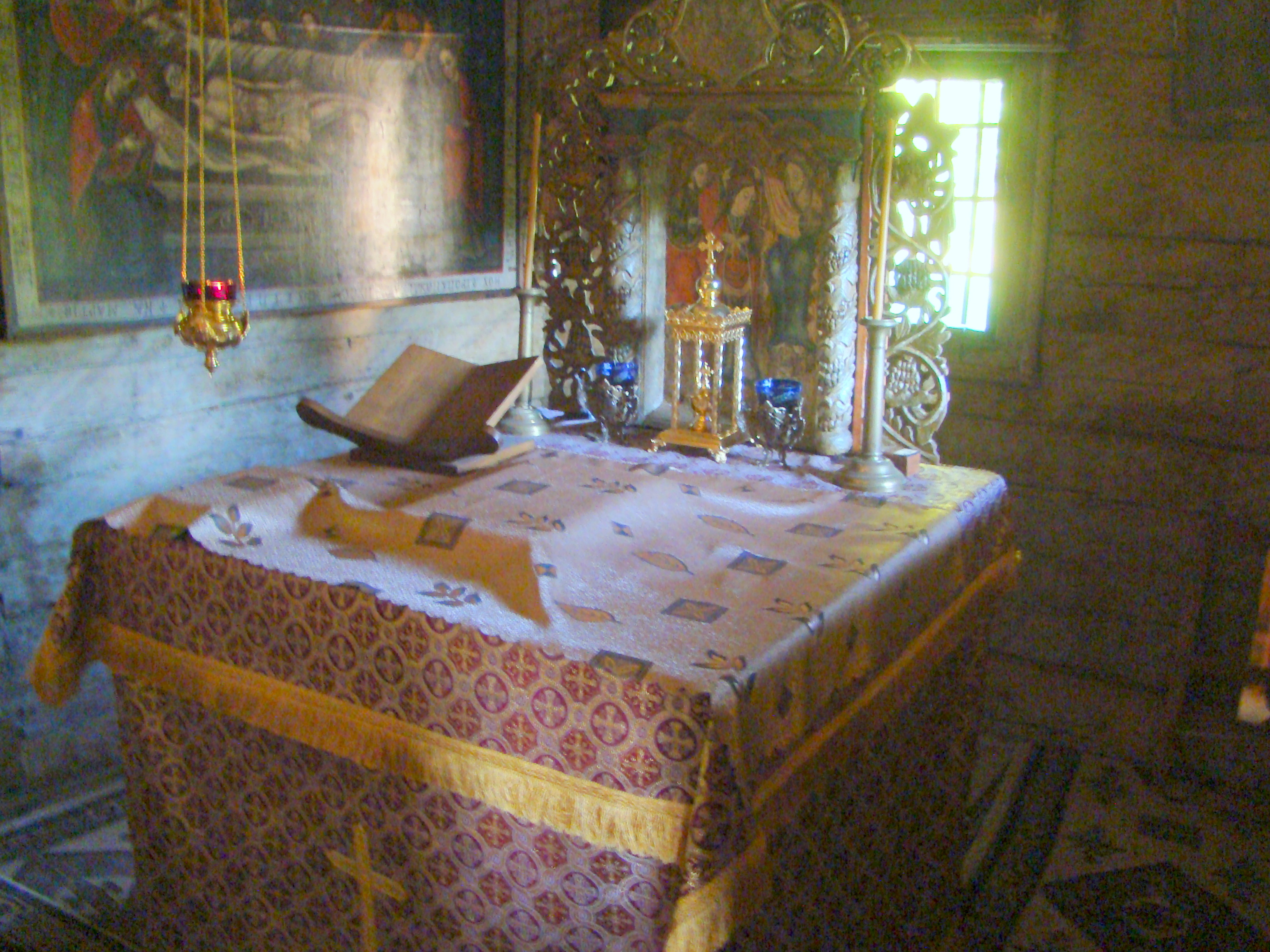
În altar
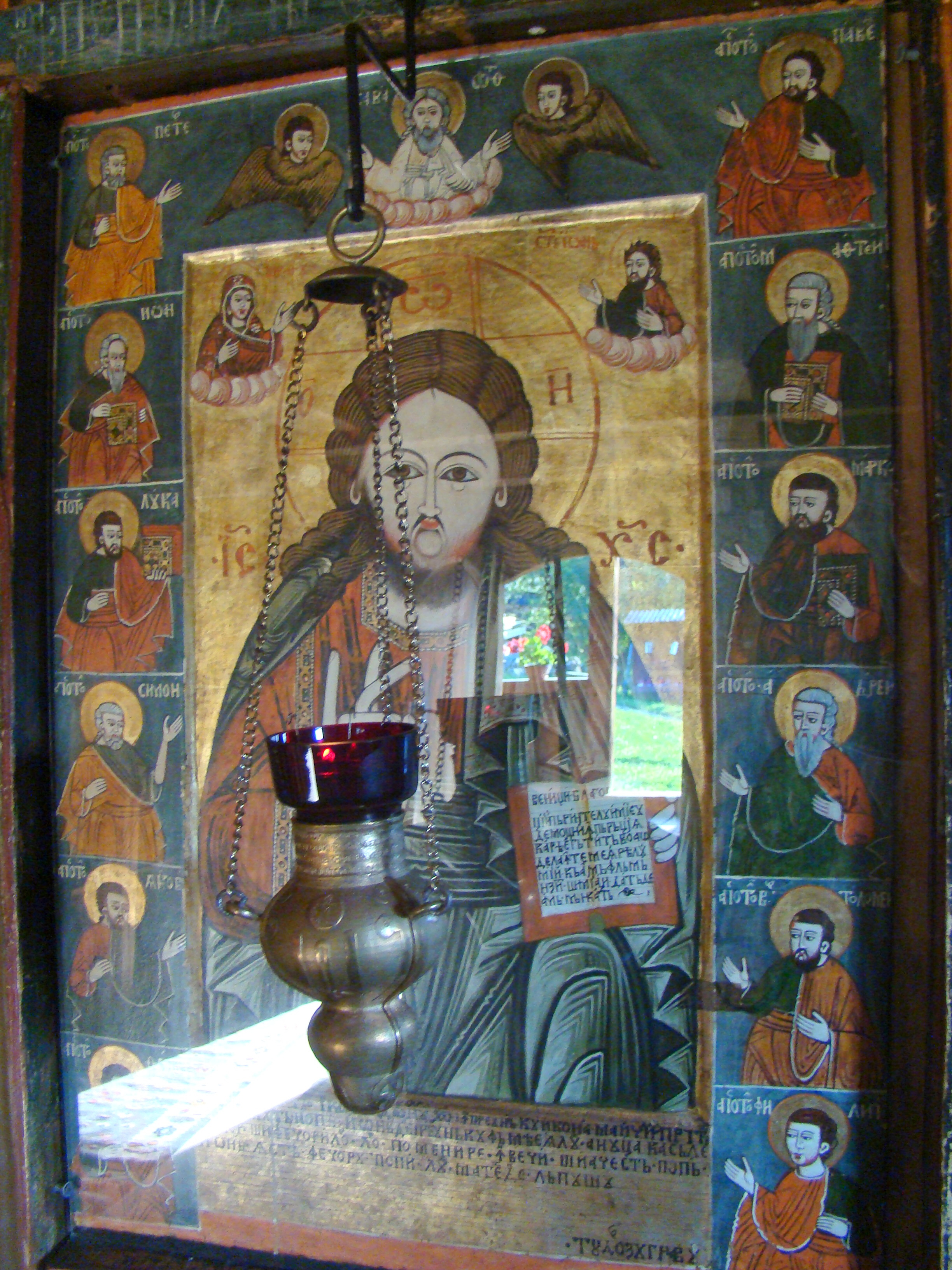
Deisis
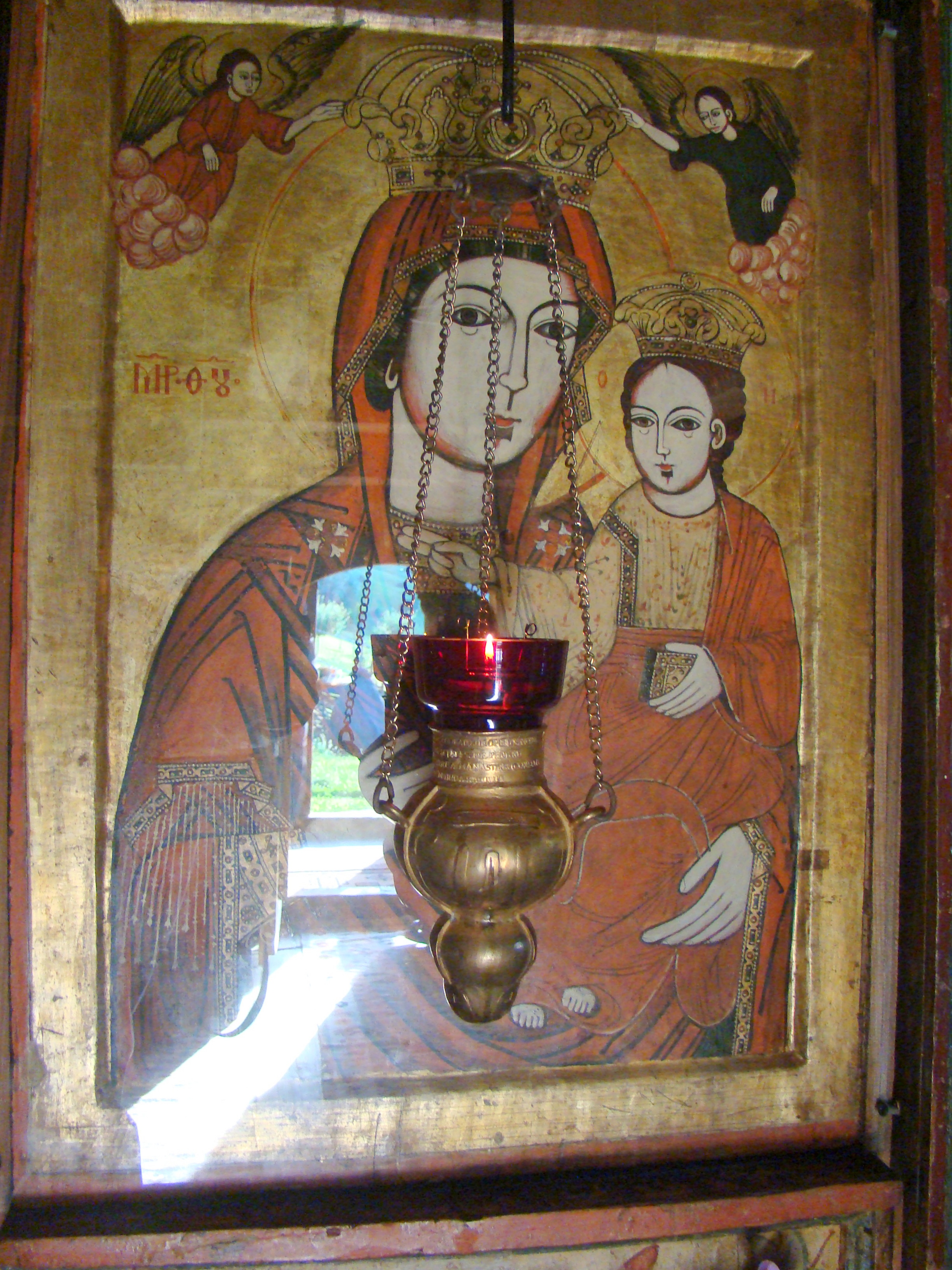
Maica Domnului cu Pruncul
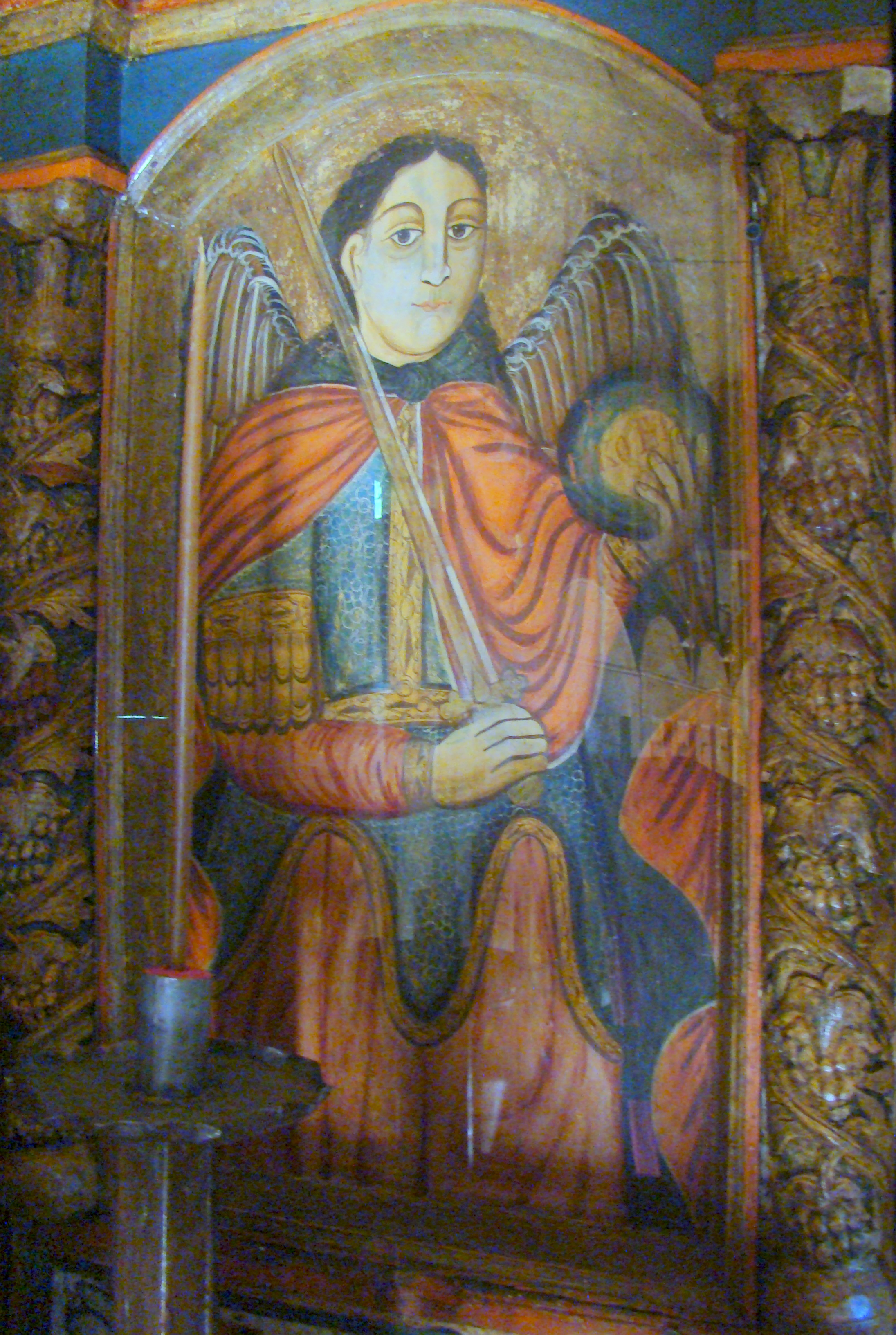
Ușă diaconească
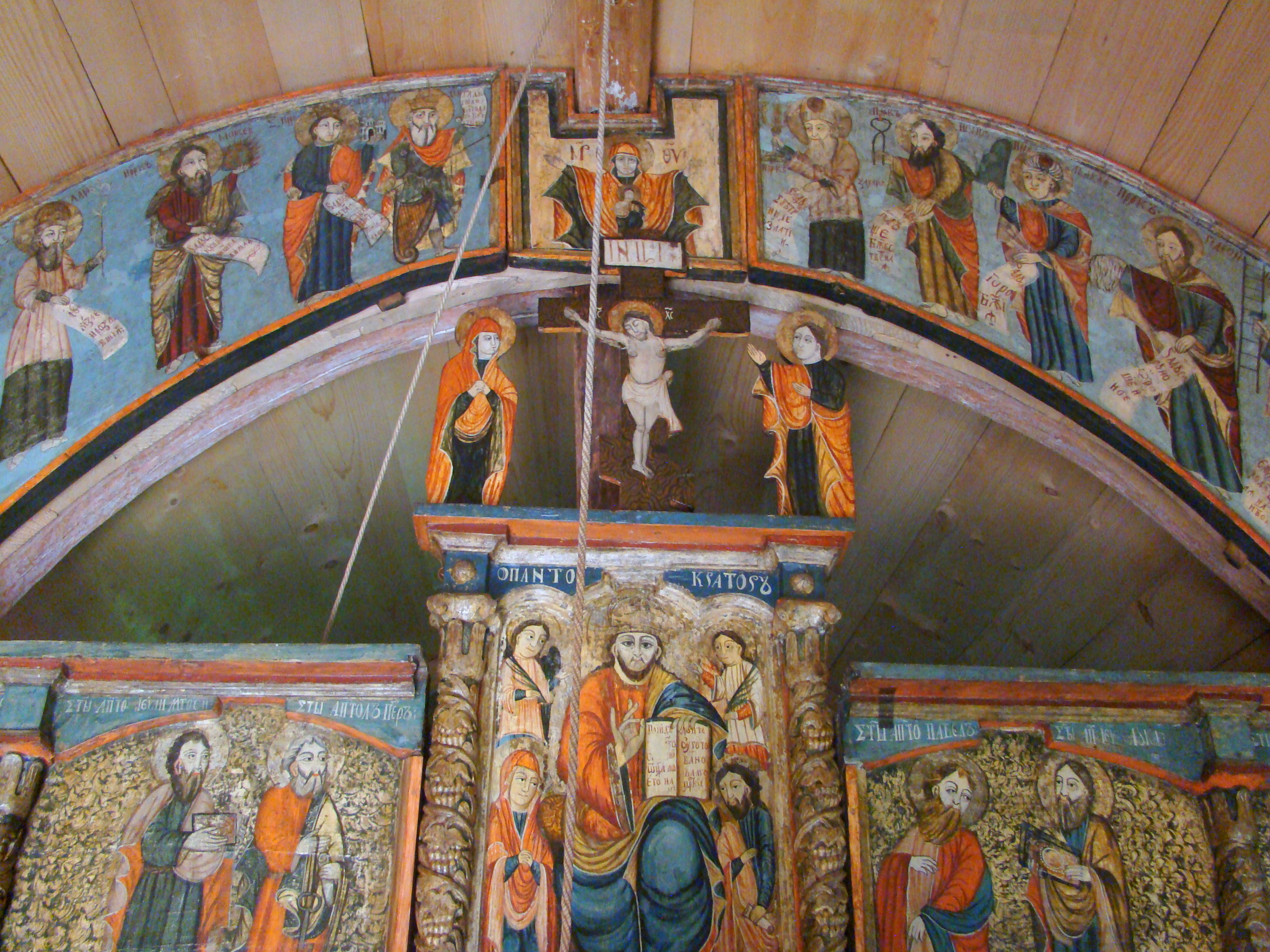
Iconostasul (detaliu)
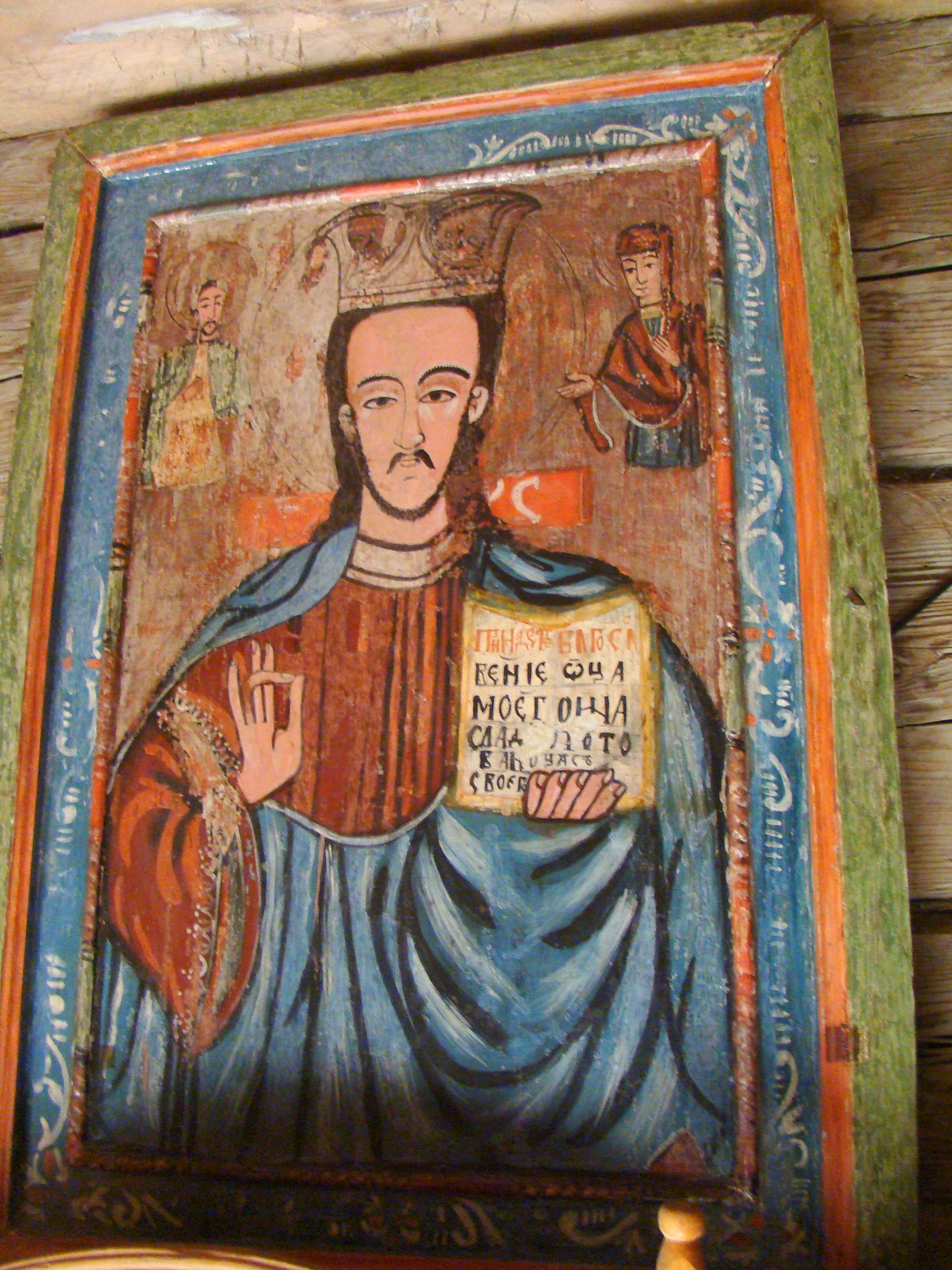
Iisus învățător
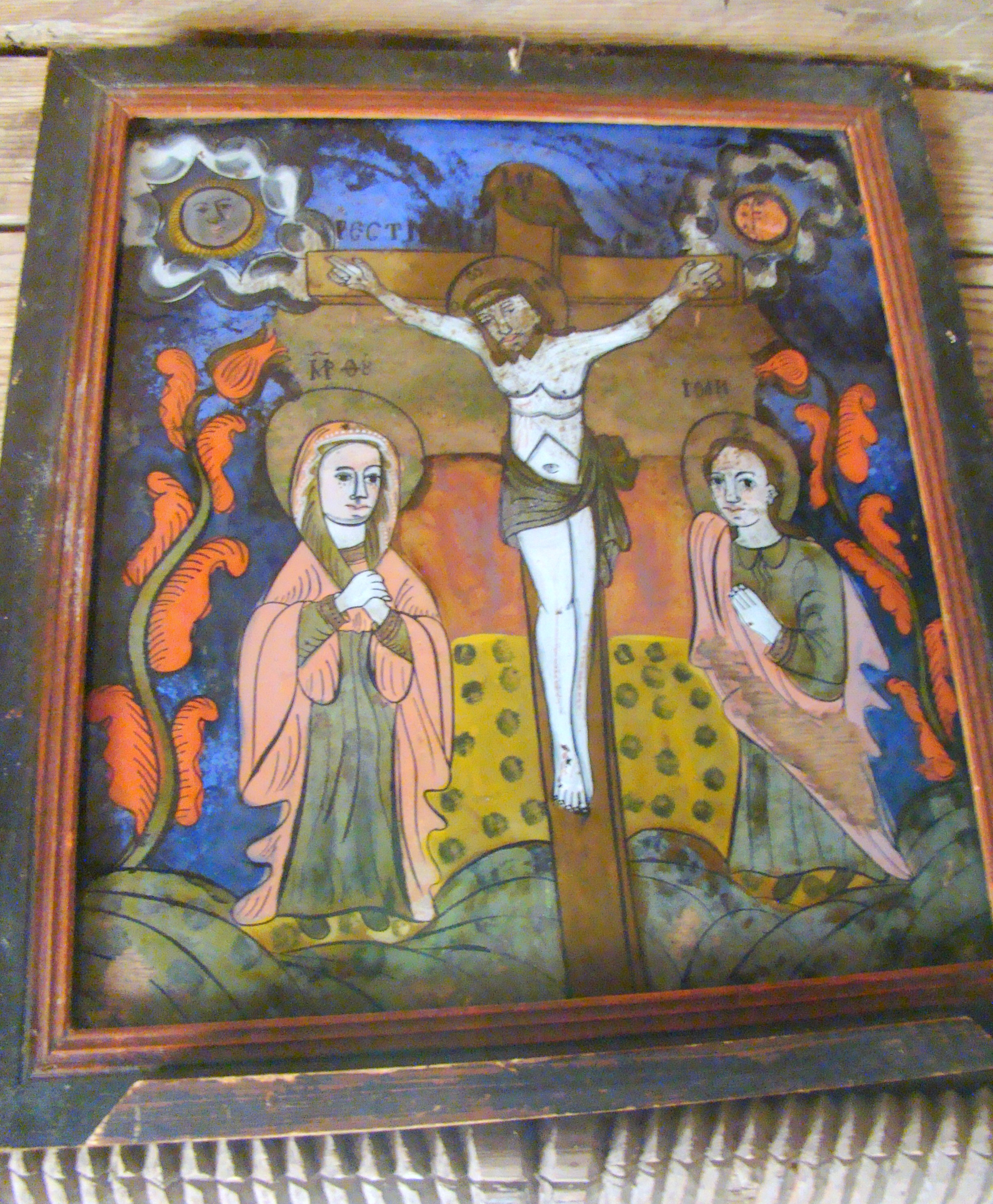
Răstignirea lui Iisus
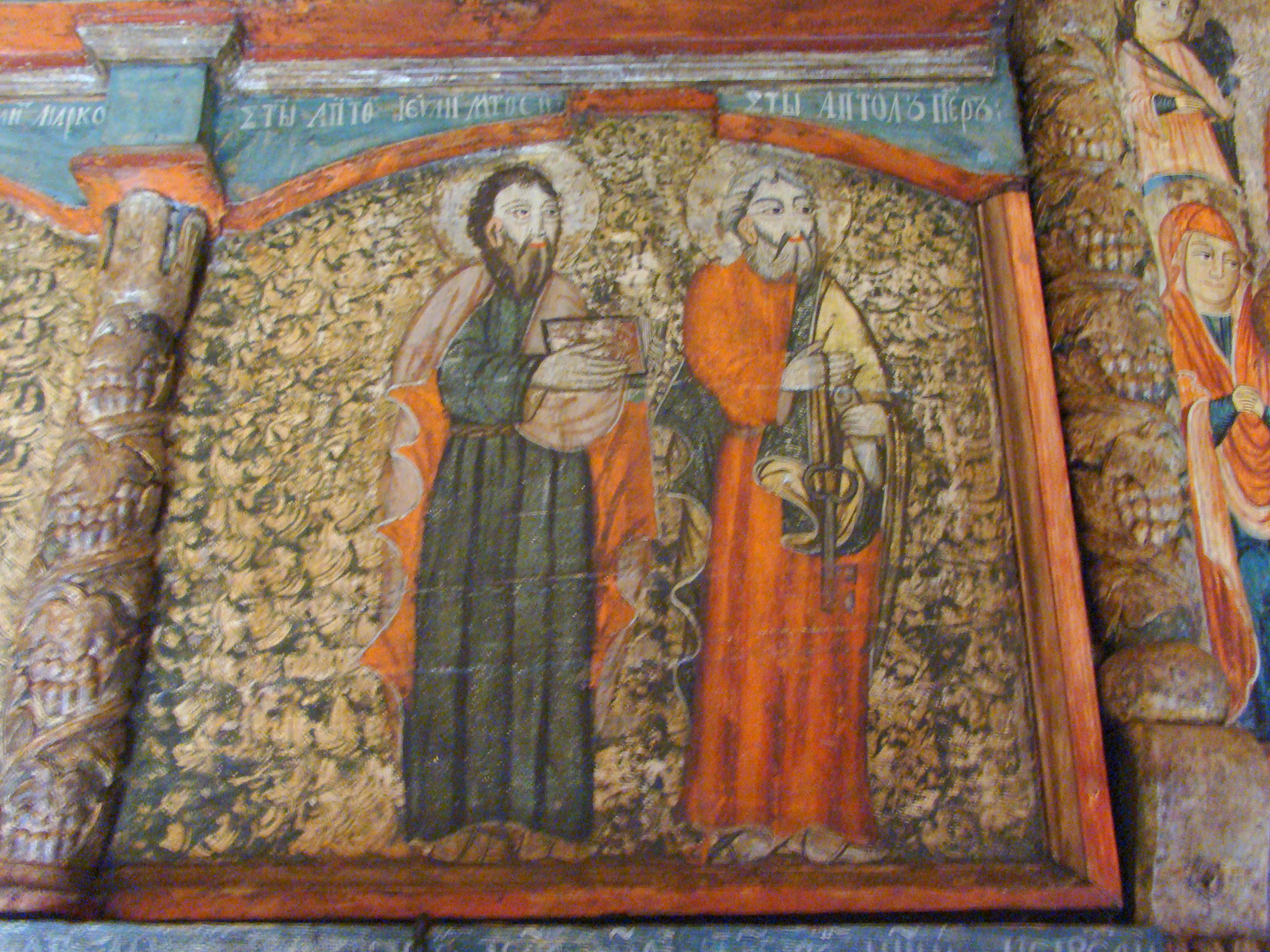
Detaliu din friza apostolilor
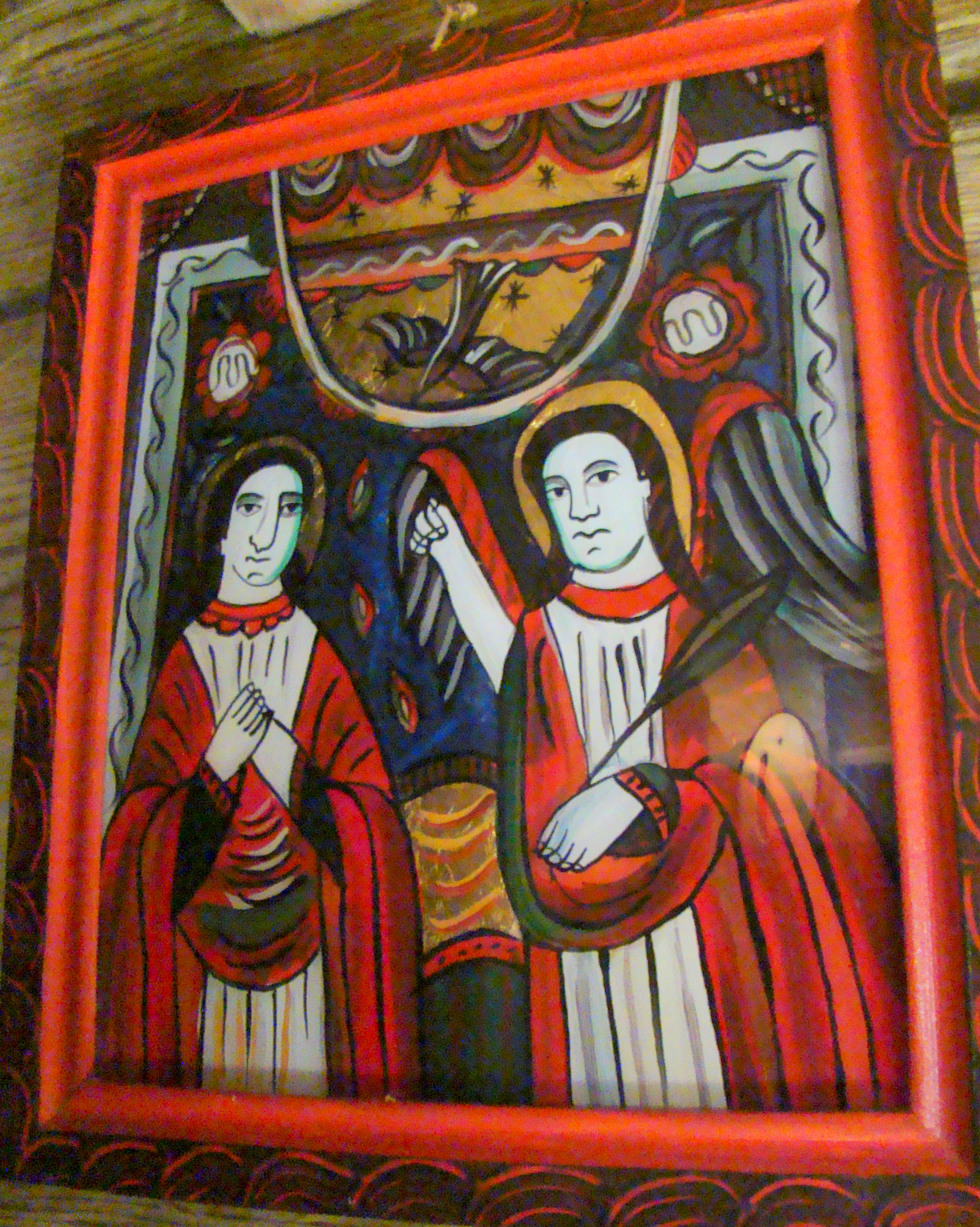
Icoană pe sticlă: Buna Vestire
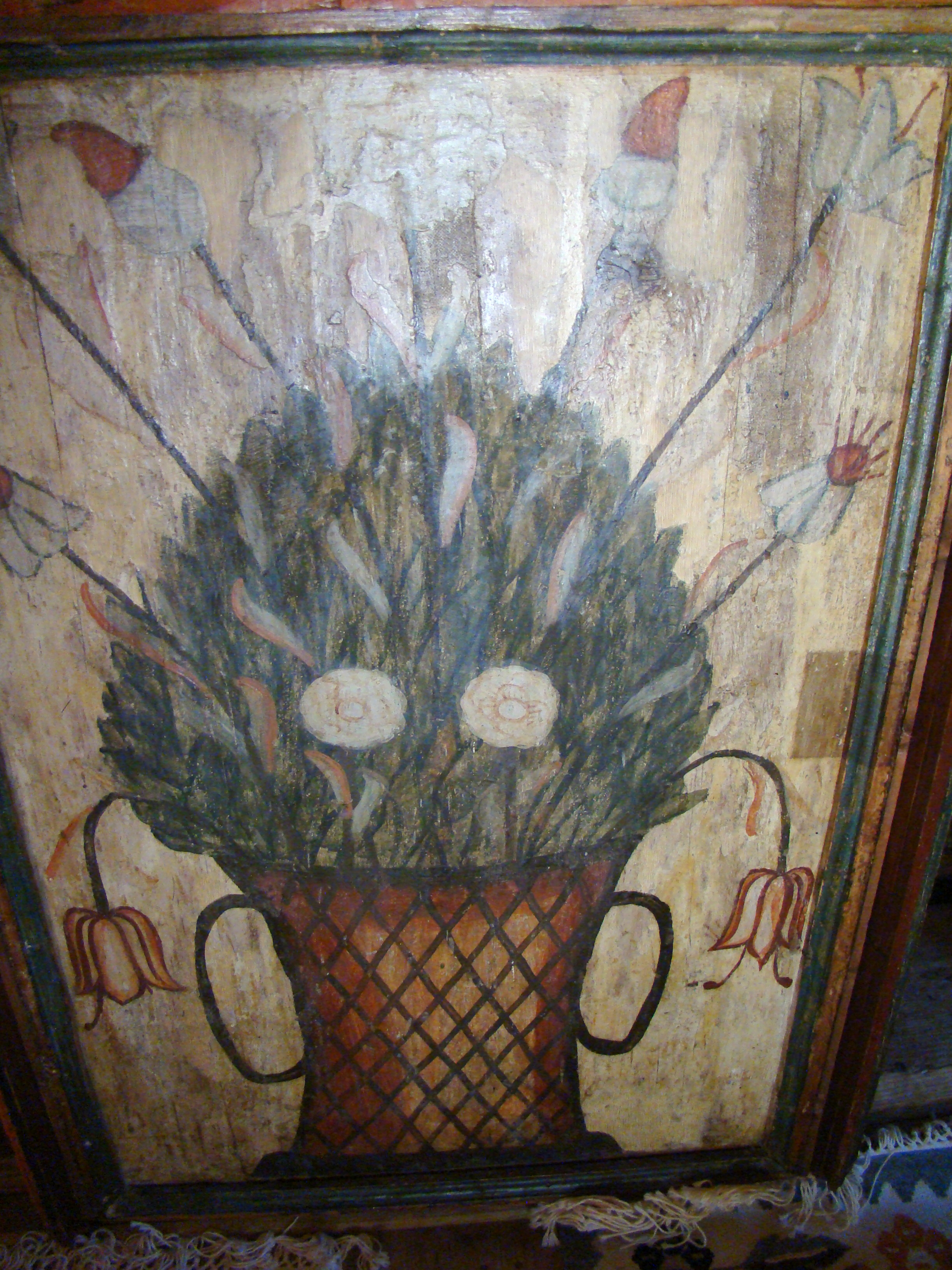
Poală de icoană împărătească
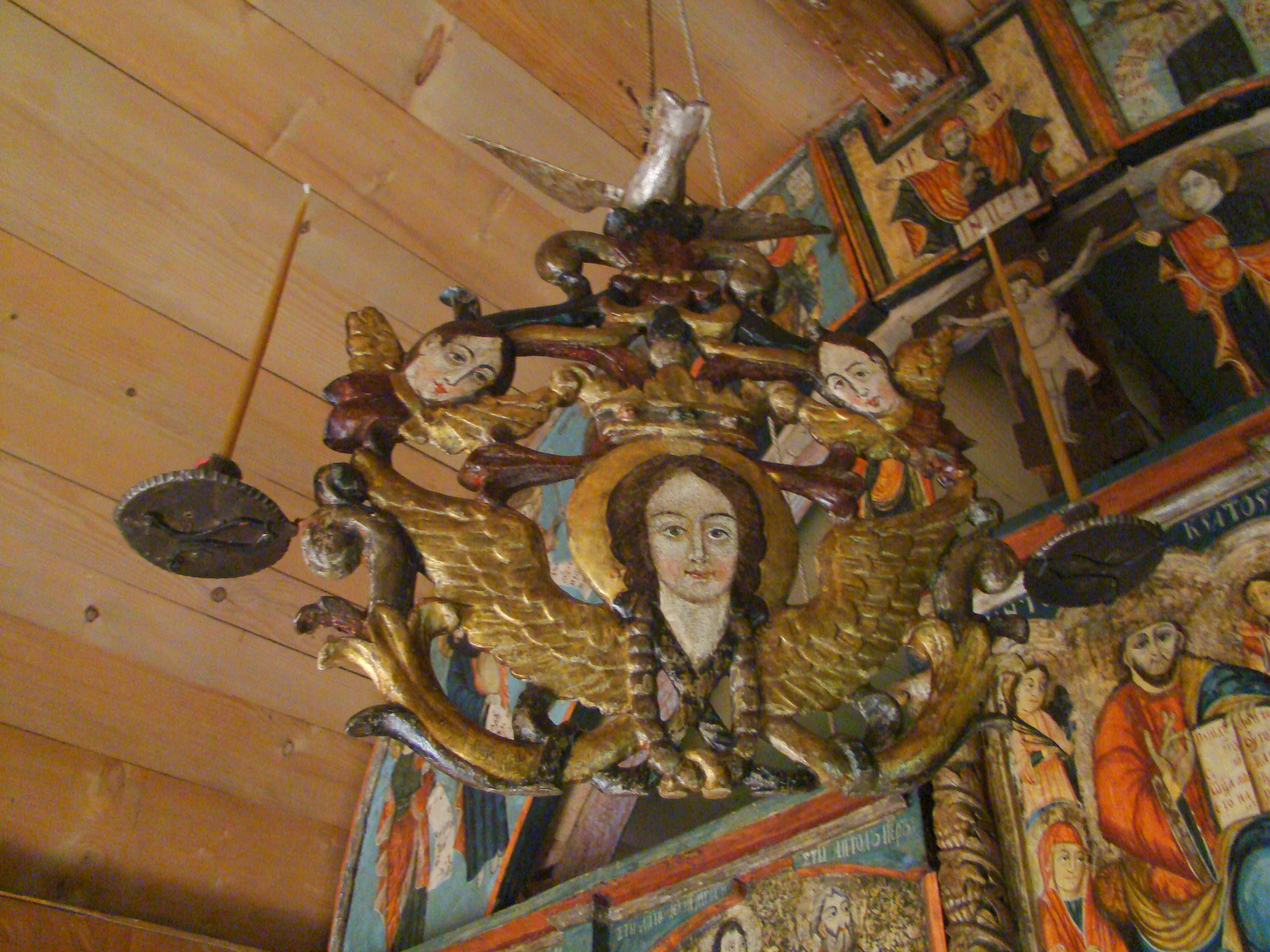
Candelabru de lemn
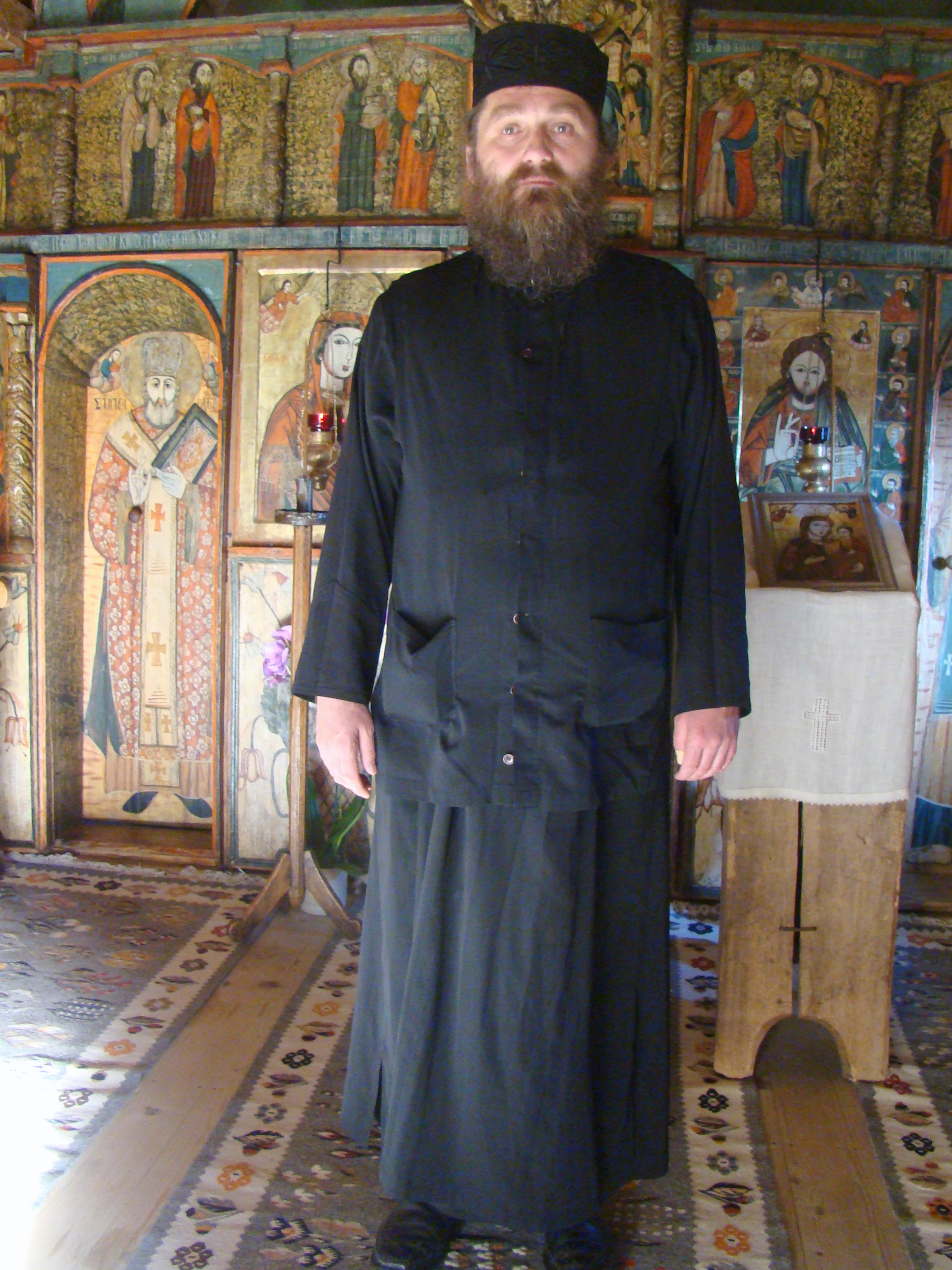
Preotul mănăstirii „Buna Vestire” Cormaia: Nicodim Sângeorzan
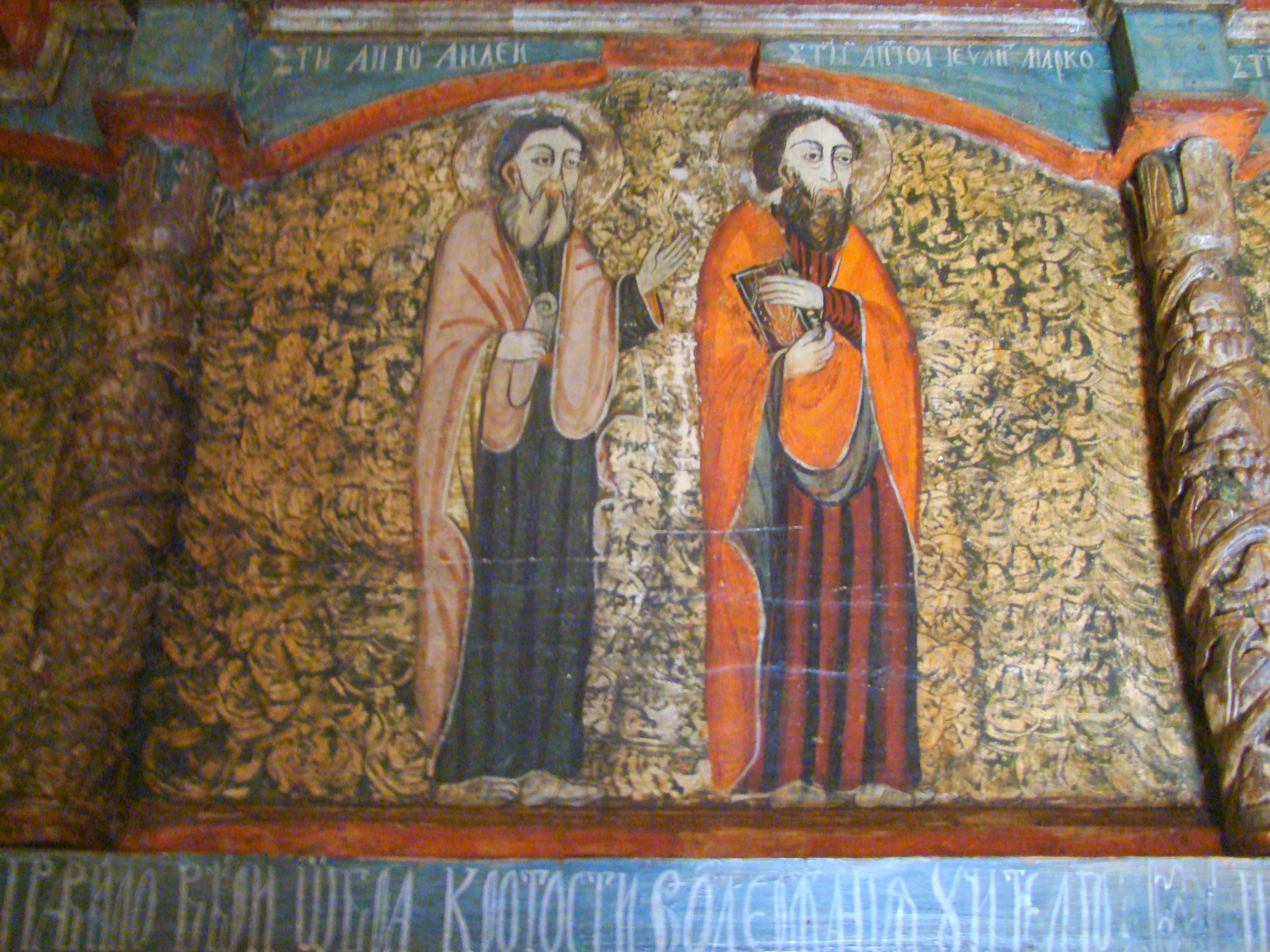
Detaliu din friza apostolilor
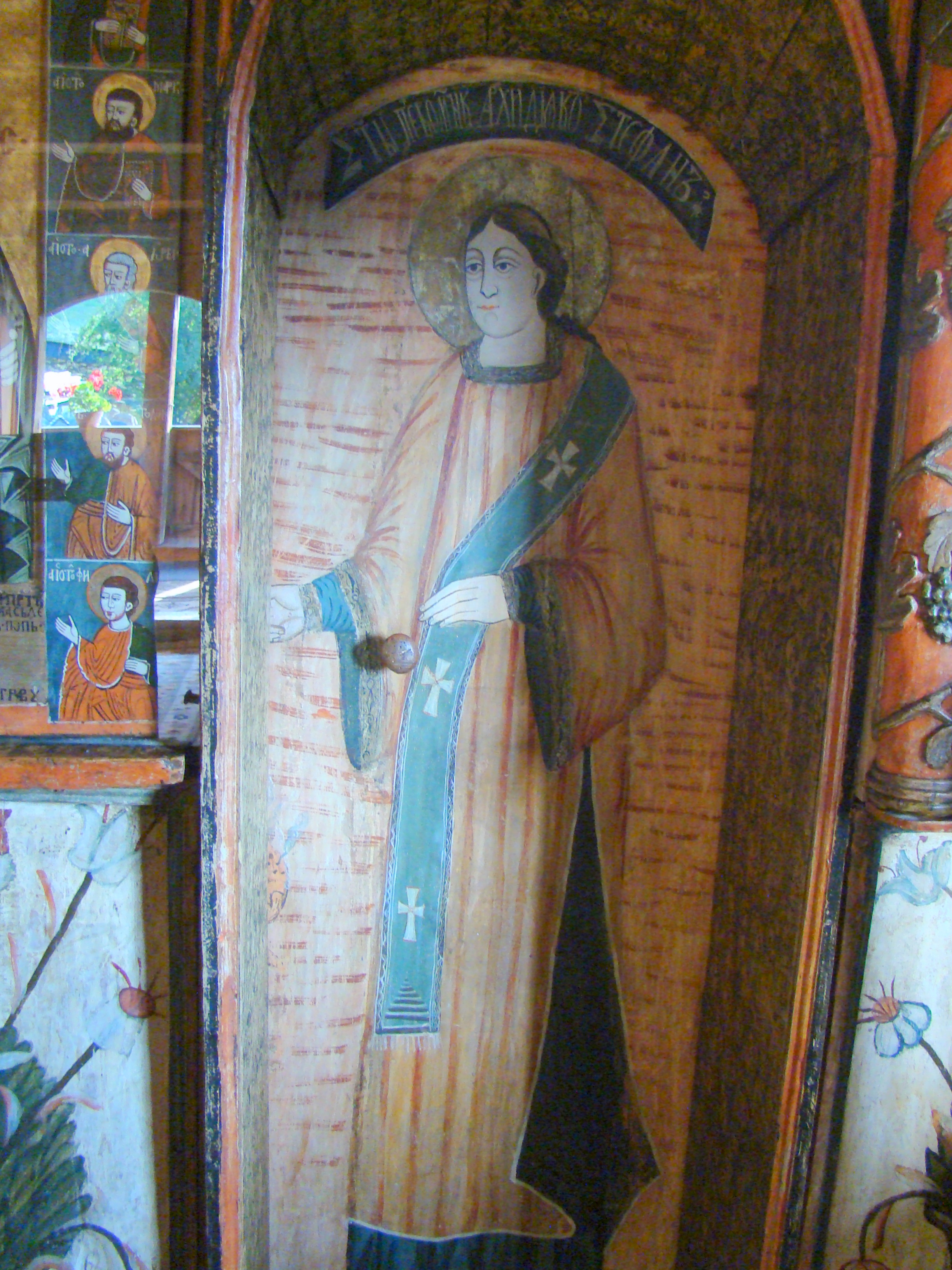
Ușă diaconească
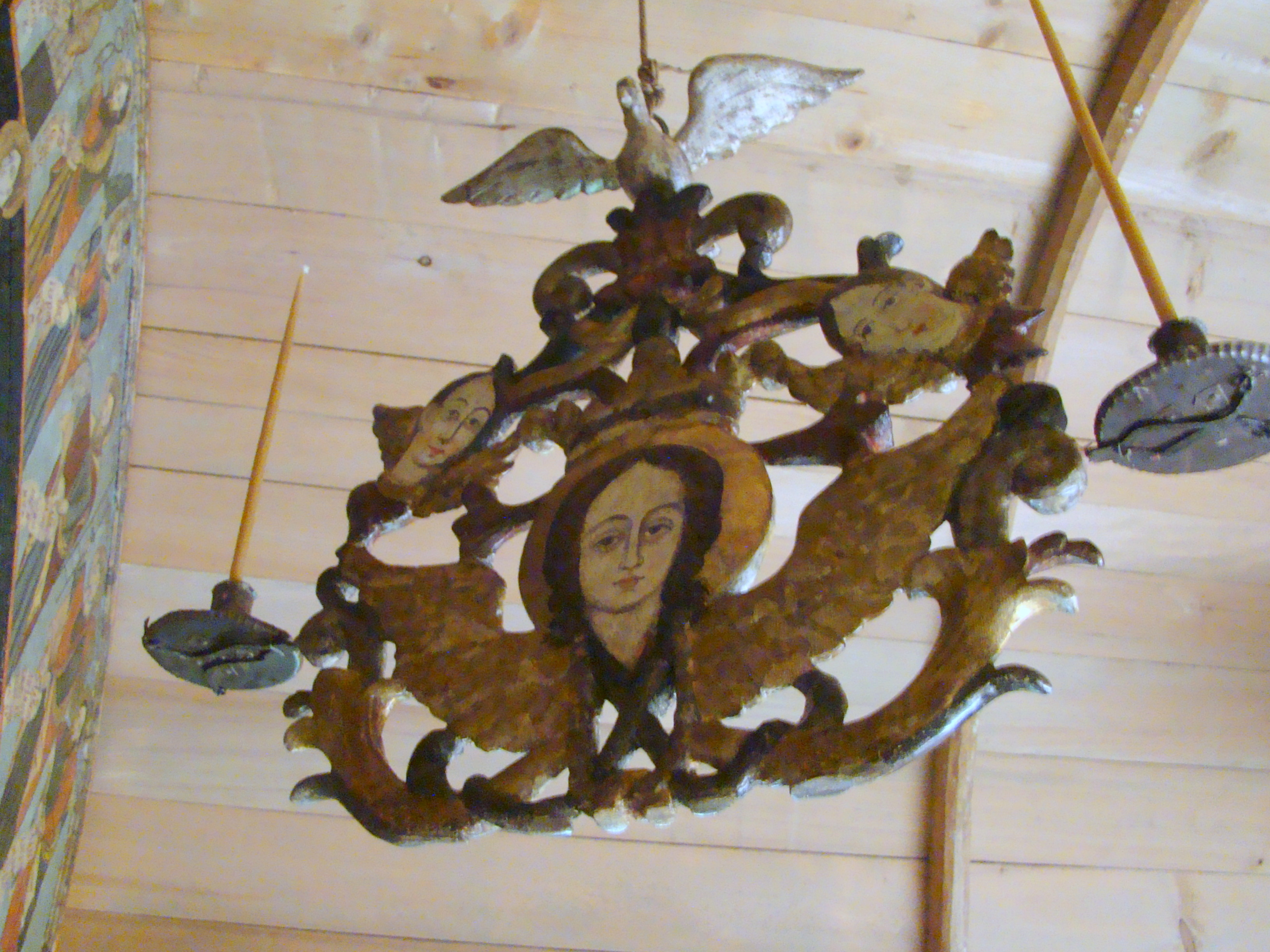
Candelabru de lemn
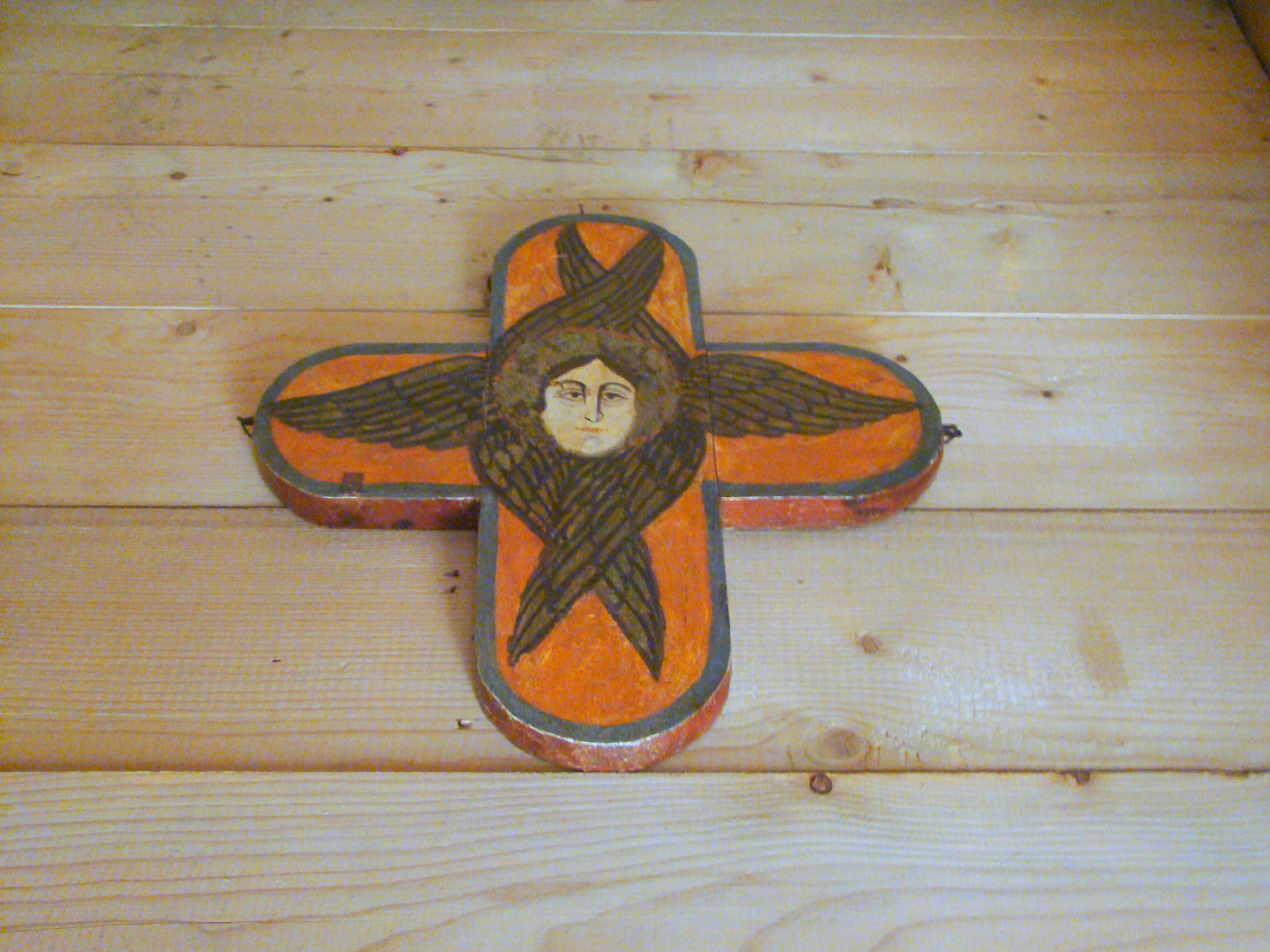
Heruvim